# 24 Heures du Mans 2011
Navigation
Édition précédente Édition suivante
Les 24 Heures du Mans 2011 sont la 79e édition de l'épreuve et se déroulent les 11 et 12 juin 2011 sur le circuit de la Sarthe. Cette course est la sixième épreuve de l'Intercontinental Le Mans Cup (ILMC) courue depuis 2010. La course intègre donc un championnat pour la première fois depuis 1992 : l'Intercontinental Le Mans Cup 2011, dont elle est la troisième manche.
La course est marquée par un duel très serré entre Audi et Peugeot. Elle est remportée par l'Audi R18 TDI no 2, pilotée par Marcel Fässler, André Lotterer et Benoît Tréluyer devant la Peugeot 908 no 9 de Sébastien Bourdais, Pedro Lamy et Simon Pagenaud pour 13 s 854. Cette victoire constitue le onzième succès pour la marque aux anneaux et la sixième victoire d'une voiture à moteur Diesel. Avec près de quarante-sept changements de leader et un écart d'environ sept cents mètres entre les deux premiers à l’arrivée, soit le quatrième plus petit écart de la course après les éditions 1966, 1969 et 1933, les 24 Heures du Mans 2011 constituent l'une des éditions les plus serrées de l'histoire de l'épreuve. Elle est également marquée par les accidents spectaculaires des Audi no 3 et no 1.
La catégorie LMP2 est remportée par la Zytek Z11SN-Nissan de l'écurie britannique Greaves Motorsport, avec les pilotes : Karim Ojjeh, Tom Kimber-Smith et Olivier Lombard. En LM GTE, les Chevrolet Corvette C6.R GT2 triomphent ; la Corvette officielle no 73 de : Tom Milner Jr., Antonio García et Olivier Beretta l'emporte en GTE Pro, et c'est l'unique Corvette engagée en GTE Am qui l'emporte. Elle est exploitée par l'écurie française Larbre Compétition et pilotée par Patrick Bornhauser, Julien Canal et Gabriele Gardel.

## Contexte avant la course

### Audi et Peugeot, grands favoris de l'épreuve
Si Audi a fait le choix d'un prototype fermé, avec sa nouvelle R18 TDI, Peugeot a également opté pour une auto totalement différente : la Peugeot 908. Contrairement à la Peugeot 908 HDi FAP, la nouvelle monture de Peugeot est dotée d'un moteur V8 diesel plus petit et plus compacte que le moteur V12 du modèle précèdent. Pour Audi, il est aussi question de miser sur un moteur faisant la part belle au downsizing avec un moteur V6 diesel. Les deux écuries Audi Sport et Peugeot Sport se confrontent pour la première fois de la saison à Sebring, où Audi engage une dernière fois ses R15+. La course est remportée par la Peugeot 908 HDi FAP de l'écurie privée française Oreca devant les nouvelles Peugeot 908, qui ne peuvent faire mieux que troisième (Peugeot no 8) et huitième (Peugeot no 7). Malgré ces places d'honneur, les nouvelles voitures affichent un potentiel intéressant.
Les deux modèles se confrontent en course, pour la première fois de l'année à Spa, où les Peugeot 908 assurent un doublé.

### Premier engagement en course d'une voiture hybride électrique-thermique
L'écurie suisse Hope Racing engage, pour la première fois dans l'histoire des 24 Heures du Mans, une voiture hybride. Le groupe propulseur, constitué d'un moteur thermique à 4 cylindres en ligne turbocompressé de 2 litres et d'un moteur électrique, est développé par Swiss Hy Tech. L'ensemble est monté dans un châssis Oreca 01.

### Liste des invités

#### Invitations automatiques
Des invitations automatiques sont distribuées aux équipes récompensées lors de la saison 2010 dans les compétitions associées aux 24 Heures du Mans. L'écurie Highcroft Racing dispose d'une invitation pour son titre en American Le Mans Series.
| Motif de l'invitation                            | LM P1                    | LM P2                   | LM GTE                     |
| ------------------------------------------------ | ------------------------ | ----------------------- | -------------------------- |
| 1er des 24 Heures du Mans 2010                   | Audi Sport North America | Strakka Racing          | Team Felbermayr-Proton     |
| 2e des 24 Heures du Mans 2010                    | Audi Sport Team Joest    | OAK Racing              | Hankook Team Farnbacher    |
| 1er des Le Mans Series 2010                      | Team Oreca Matmut        | RML                     | Team Felbermayr-Proton     |
| 2e des Le Mans Series 2010                       | Signature-Plus           | Strakka Racing          | AF Corse                   |
| 1er du Petit Le Mans 2010                        | Team Peugeot Total       | Patrón Highcroft Racing | Corvette Racing            |
| 1er des American Le Mans Series 2010             |                          | Patrón Highcroft Racing | BMW Rahal Letterman Racing |
| 1er de l'Intercontinental Le Mans Cup 2010       | Team Peugeot Total       | OAK Racing              | Team Felbermayr-Proton     |
| 1er du Challenge Green X des Le Mans Series 2010 |                          | OAK Racing              |                            |

#### Équipages engagés
| N°         | Écurie                      | Voiture                       | Pneus | Pilotes                | Pilotes                  | Pilotes                |
| LMP1       | LMP1                        | LMP1                          | LMP1  | LMP1                   | LMP1                     | LMP1                   |
| ---------- | --------------------------- | ----------------------------- | ----- | ---------------------- | ------------------------ | ---------------------- |
| 1          | Audi Sport Team Joest       | Audi R18 TDI                  | M     | Timo Bernhard          | Mike Rockenfeller        | Romain Dumas           |
| 2          | Audi Sport Team Joest       | Audi R18 TDI                  | M     | Marcel Fässler         | André Lotterer           | Benoît Tréluyer        |
| 3          | Audi Sport North America    | Audi R18 TDI                  | M     | Tom Kristensen         | Rinaldo Capello          | Allan McNish           |
| 5          | Hope Racing                 | Oreca 01 Swiss Hy Tech-Hybrid | M     | Steve Zacchia          | Jan Lammers              | Casper Elgaard         |
| 7          | Peugeot Sport Total         | Peugeot 908                   | M     | Anthony Davidson       | Alexander Wurz           | Marc Gené              |
| 8          | Peugeot Sport Total         | Peugeot 908                   | M     | Stéphane Sarrazin      | Franck Montagny          | Nicolas Minassian      |
| 9          | Team Peugeot Total          | Peugeot 908                   | M     | Sébastien Bourdais     | Pedro Lamy               | Simon Pagenaud         |
| 10         | Team Oreca Matmut           | Peugeot 908 HDi FAP           | M     | Nicolas Lapierre       | Loïc Duval               | Olivier Panis          |
| 12         | Rebellion Racing            | Lola B10/60-Toyota            | M     | Nicolas Prost          | Neel Jani                | Jeroen Bleekemolen     |
| 13         | Rebellion Racing            | Lola B10/60-Toyota            | M     | Andrea Belicchi        | Jean-Christophe Boullion | Guy Smith              |
| 15         | Oak Racing                  | Oak Pescarolo 01-Judd         | D     | Guillaume Moreau       | Pierre Ragues            | Tiago Monteiro         |
| 16         | Pescarolo Team              | Pescarolo 01-Judd             | M     | Emmanuel Collard       | Christophe Tinseau       | Julien Jousse          |
| 20         | Quifel ASM Team             | Zytek 09 SC                   | D     | Miguel Amaral          | Olivier Pla              | Warren Hughes          |
| 22         | Kronos Racing               | Lola B09/60-Aston Martin      | D     | Vanina Ickx            | Bas Leinders             | Maxime Martin          |
| 24         | Oak Racing                  | Oak Pescarolo 01-Judd         | D     | Richard Hein           | Jacques Nicolet          | Jean-François Yvon     |
| 007        | Aston Martin Racing         | Aston Martin AMR-One          | M     | Stefan Mücke           | Darren Turner            | Christian Klien        |
| 009        | Aston Martin Racing         | Aston Martin AMR-One          | M     | Harold Primat          | Andy Meyrick             | Adrián Fernández       |
| LM P2      |                             |                               |       |                        |                          |                        |
| 26         | Signatech Nissan            | Oreca 03-Nissan               | D     | Soheil Ayari           | Franck Mailleux          | Lucas Ordóñez          |
| 33         | Level 5 Motorsports         | Lola B11/80-HPD               | M     | Scott Tucker           | Christophe Bouchut       | João Barbosa           |
| 35         | Oak Racing                  | Oak Pescarolo 01-Judd BMW     | D     | Fréderic Da Rocha (de) | Patrice Lafargue         | Andrea Barlesi         |
| 36         | Ray Mallock Ltd.            | HPD ARX-01d                   | D     | Mike Newton            | Thomas Erdos             | Ben Collins            |
| 39         | Pecom Racing                | Lola B11/40-Judd BMW          | M     | Luís Pérez Companc     | Matías Russo             | Pierre Kaffer          |
| 40         | Race Performance            | Oreca 03-Judd BMW             | D     | Michel Frey            | Ralph Meichtry           | Marc Rostan            |
| 41         | Greaves Motorsport          | Zytek Z11 SN-Nissan           | D     | Karim Ojjeh            | Olivier Lombard          | Tom Kimber-Smith       |
| 42         | Strakka Racing              | HPD ARX-01d                   | M     | Nick Leventis          | Danny Watts              | Jonny Kane             |
| 44         | Extrême Limite AM Paris     | Norma M200P-Judd              | D     | Fabien Rosier          | Philippe Haezebrouck     | Jean-René de Fournoux  |
| 48         | Oreca                       | Oreca 03-Nissan               | M     | Alexandre Prémat       | David Hallyday           | Dominik Kraihamer      |
| 49         | Oak Racing                  | Oak Pescarolo 01-Judd         | D     | Nicolas de Crem        | Shinji Nakano            | Jan Charouz            |
| LM GTE Pro |                             |                               |       |                        |                          |                        |
| 51         | AF Corse                    | Ferrari 458 Italia GT2        | M     | Giancarlo Fisichella   | Gianmaria Bruni          | Toni Vilander          |
| 55         | BMW Motorsport              | BMW M3 GT2 (E92)              | D     | Augusto Farfus         | Jörg Müller              | Dirk Werner            |
| 56         | BMW Motorsport              | BMW M3 GT2 (E92)              | D     | Andy Priaulx           | Dirk Müller              | Joey Hand              |
| 58         | Luxury Racing               | Ferrari 458 Italia GT2        | M     | Anthony Beltoise       | François Jakubowski (de) | Pierre Thiriet         |
| 59         | Luxury Racing               | Ferrari 458 Italia GT2        | M     | Stéphane Ortelli       | Frédéric Makowiecki      | Jaime Melo             |
| 64         | Lotus Jetalliance           | Lotus Evora GTE               | M     | John Hartshorne        | Oskar Slingerland (de)   | Martin Rich            |
| 65         | Lotus Jetalliance           | Lotus Evora GTE               | M     | Jonathan Hirschi       | Johnny Mowlem            | James Rossiter         |
| 66         | JMW Motorsport              | Ferrari 458 Italia GT2        | D     | Rob Bell               | Tim Sugden               | Xavier Maassen         |
| 71         | AF Corse                    | Ferrari 458 Italia GT2        | M     | Robert Kauffman        | Michael Waltrip          | Rui Águas              |
| 73         | Corvette Racing             | Chevrolet Corvette C6.R ZR1   | M     | Olivier Beretta        | Tommy Milner             | Antonio García         |
| 74         | Corvette Racing             | Chevrolet Corvette C6.R ZR1   | M     | Oliver Gavin           | Jan Magnussen            | Richard Westbrook      |
| 75         | Prospeed Competition        | Porsche 911 GT3 RSR (997)     | M     | Marc Goossens          | Marco Holzer             | Jaap Van Lagen         |
| 76         | IMSA Performance            | Porsche 911 GT3 RSR (997)     | M     | Raymond Narac          | Patrick Pilet            | Nicolas Armindo        |
| 77         | Team Felbermayr Proton      | Porsche 911 GT3 RSR (997)     | M     | Marc Lieb              | Richard Lietz            | Wolf Henzler           |
| 79         | Jota Sport                  | Aston Martin V8 Vantage GT2   | D     | Sam Hancock            | Simon Dolan              | Chris Buncombe         |
| 80         | Flying Lizard Motorsports   | Porsche 911 GT3 RSR (997)     | M     | Jörg Bergmeister       | Lucas Luhr               | Patrick Long           |
| 88         | Team Felbermayr Proton      | Porsche 911 GT3 RSR (997)     | M     | Nick Tandy             | Abdulaziz Al Faisal      | Bryce Miller           |
| 89         | Hankook Team Farnbacher     | Ferrari 458 Italia GT2        | H     | Dominik Farnbacher     | Allan Simonsen           | Leh Keen               |
| LM GTE Am  |                             |                               |       |                        |                          |                        |
| 50         | Larbre Compétition          | Chevrolet Corvette C6.R ZR1   | M     | Patrick Bornhauser     | Julien Canal             | Gabriele Gardel        |
| 57         | Krohn Racing                | Ferrari F430 GTC              | M     | Tracy Krohn            | Niclas Jönsson           | Michele Rugolo         |
| 60         | Gulf Racing Middle East AMR | Aston Martin V8 Vantage GT2   | D     | Fabien Giroix          | Mike Wainwright          | Roald Goethe           |
| 61         | AF Corse                    | Ferrari F430 GTC              | M     | Piergiuseppe Perazzini | Marco Cioci              | Seán Paul Breslin (de) |
| 62         | CRS Racing                  | Ferrari F430 GTC              | M     | Pierre Ehret           | Shaun Lynn               | Roger Willis           |
| 63         | Team Felbermayr Proton      | Porsche 911 GT3 RSR (997)     | M     | Horst Felbermayr, Jr.  | Horst Felbermayr, Sr.    | Christian Ried         |
| 68         | Robertson Racing            | Ford GT                       | M     | David Robertson        | Andrea Robertson         | David Murry            |
| 70         | Larbre Compétition          | Porsche 911 GT3 RSR (997)     | M     | Christophe Bourret     | Pascal Gibon             | Jean-Philippe Belloc   |
| 81         | Flying Lizard Motorsports   | Porsche 911 GT3 RSR (997)     | M     | Seth Neiman            | Darren Law               | Spencer Pumpelly       |
| 83         | JMB Racing                  | Ferrari F430 GTC              | M     | Manuel Rodrigues       | Jean-Marc Menahem        | Nicolas Marroc         |

En décembre 2010, l'Automobile Club de l'Ouest (ACO) déclare ouvert les inscriptions pour l'édition 2011 des 24 Heures du Mans. Les écuries peuvent déposer un dossier jusqu'à la date butoir du 19 janvier 2011. Il est prévu que la liste des engagés soit dévoilée début février. L'organisateur se révèle le droit d'apporter une aide plus significative aux écuries inscrites à l'année dans le championnat Intercontinental le Mans Cup. À partir de la saison 2011, et ce pour toutes les courses des championnats organisées par l'ACO, la catégorie GT1 disparaît au profit des catégories GTE Pro et GTE Am. La liste des cinquante-six engagés est dévoilée le 9 février à 11 h à Paris à la maison de la radio,. Selon l'ACO, soixante-et-onze dossiers de participations ont été reçus dont près de quarante pour cent en GTE Am. Environ la moitié des voitures de la liste sont des nouveaux modèles.
Après une année d'absence, et la liquidation de l'écurie Pescarolo Sport fin 2009, Henri Pescarolo fonde une nouvelle entité : Pescarolo Team. Le patron, dont l'invitation a été retenue, est heureux et surpris : « Après une année d’absence, notre sélection n’était pas garantie d’office. Je remercie l'ACO d’avoir pris en compte notre passé pour retenir notre demande de participation. Toute l’équipe, ainsi que l’ensemble de nos partenaires, attendaient cette confirmation avec beaucoup d’impatience. L’équipe s’était remise au travail le 3 janvier, et la voiture sera prête très bientôt pour son premier roulage ! Nous avons tous hâte de vérifier son potentiel face aux nombreuses nouvelles voitures annoncées aujourd'hui ». L'écurie française en profite pour dévoiler ses trois pilotes qui en découdront dans la Sarthe : Emmanuel Collard, Christophe Tinseau et Julien Jousse. Ce dernier, a déjà terminé deuxième de la catégorie GT1 en 2009 avec Luc Alphand Aventures, la nouvelle recrue de l'équipe s'exprime : « Je suis ravi de me joindre au Pescarolo Team Autovision et je voudrais remercier Henri pour sa confiance, pour me donner cette opportunité de piloter la Pescarolo LMP1 pour son grand retour [...] Mon objectif est de remporter la catégorie “essence” en LMP1 au Mans et dans le championnat Le Mans Series, deux objectifs réalistes »,.
Dans la catégorie GTE Am, la Ford GT de Robertson Racing a été retenue par l'ACO pour disputer les 24 Heures du Mans. La nouvelle enchante David Robertson, le patron de l'équipe : « Je suis absolument enchanté de faire mes débuts au Mans. Je me souviens que lorsque j'étais amateur, c'était un but que je me fixais. Le Mans c'est bien plus que tout ce que l'on peut penser. Je n'oublierai jamais la victoire de Ford, alors que je n'avais que douze ans. S'engager avec nos autos était un rêve qui devient maintenant réalité. Ces victoires des années 60 ne sont pas seulement les plus grandes réalisations de Ford, mais de tout le sport automobile américain »,. Présent à la journée test avec une seconde auto engagée en GTE Pro (réserviste sur la liste des engagés), l'écurie doit manquer la manche de Long Beach en American Le Mans Series.
Le 9 février, Gulf Racing Middle East AMR dévoile son équipage complet. Le 10 février, l'écurie Luxury Racing annonce qu'elle titularise Stéphane Ortelli, Frédéric Makowiecki et Jean-Denis Delétraz sur la no 59, et Anthony Beltoise et François Jakubowski pour la seconde auto. L'annonce du troisième pilote est reportée. Le 25, João Barbosa est titularisé sur la Lola de Level 5 Motorsports pour toutes les manches de l'ILMC.
Début mars, Olivier Panis est annoncé pour piloter la Peugeot d'Oreca. Le 11, Michele Rugolo rejoint l'équipage de la Ferrari de Krohn Racing. Le 18, Prospeed Competition annonce Marco Holzer au volant de la Porsche no 75. Le 23, le dernier pilote Aston Martin Racing est dévoilé. Christian Klien rejoint Darren Turner et Stefan Mücke dans le baquet de la no 007. Harold Primat, Andy Meyrick et Adrián Fernández piloteront la no 009. Le 25, BMW Motorsport dévoile ses deux équipages définitifs.
Au mois d'avril, l'équipage de l'Oreca no 26 est complété par Soheil Ayari (déjà présent à Sebring). Le 12 du même mois, l'Oreca 03-Nissan no 27 initialement pilotée par Tiago Monteiro, déclare forfait. La Norma M200P de l'écurie Extrême Limite AM Paris en bénéficie pour intégrer la liste des engagés. Patrice Roussel, le team manager de l'écurie, est particulièrement heureux : « Nous sommes bien entendu extrêmement contents de cette bonne nouvelle. Toute l’équipe est vraiment satisfaite. Nous allons continuer à préparer sereinement la Journée Test du 24 avril. Pour l’instant, Fabien Rosier est le seul pilote confirmé sur la voiture et nous allons maintenant finaliser l’équipage. La sélection pour les prochaines 24 Heures va certainement accélérer un peu les choses. Depuis les 6 Heures du Castellet, nous avons révisé la voiture et fait des réglages. Nous avons monté un nouveau moteur. Pour Le Mans, nous aurons la même aéro qu’au Paul-Ricard, car la Norma dispose d’une excellente vitesse de pointe, et donc nous n’aurons pas besoin de décharger la voiture. Au Castellet, nous avions la deuxième meilleure vitesse de pointe des LMP2, ce qui pour Le Mans est un avantage. La Norma a une base saine et donc nous sommes confiants. Nous allons pouvoir travailler sereinement ». Quelques jours plus tard, le pilote de National Association for Stock Car Auto Racing (NASCAR) Michael Waltrip est annoncé dans le baquet de la Ferrari no 71 d'AF Corse où il pilotera en compagnie de Robert Kauffman et Rui Águas ; Jota Sport annonce son équipage pour la course le 20 avril.
Le 19, l'équipage de l'Oreca 03 officielle est connu,. Le lendemain, Tom Kimber-Smith qui avait pourtant annoncé ne pas être de la partie en juin malgré la victoire acquise aux Castellet en LMP2, sera finalement présent dans le baquet de la Zytek de Greaves Motorsport. Le Britannique s'exprime : « Je suis ravi d’être de retour au Mans avec une équipe aussi professionnelle que Greaves Motorsport, et tout particulièrement avec la Zytek-Nissan qui a de véritables chances de victoire ». Tom Greaves, réagit à son tour : « Ce baquet suscitait beaucoup de convoitises, et ça allait être difficile de choisir. En somme, Tom m’a facilité les choses ». Le 22, Marc Rostan est confirmé chez Race Performance pour la manche de Spa, ainsi qu'aux 24 Heures du Mans,. Le 23, soit un jour avant la journée test, Philippe Haezebrouck et Jean-René de Fournoux complète l'équipage de la Norma. À la fin du mois, il ne reste qu'un seul pilote à titulariser chez Oak Racing, dans le baquet des LMP2, puisque Shinji Nakano rejoint l'équipage de la no 49. L'écurie française recevra un soutien logistique de l'écurie DAMS, l'écurie sarthoise étant située aux abords du circuit.
Le 10 mai, Flying Lizard Motorsports qui était absent à la journée test, annonce ses équipages au complet. Le même jour, Xavier Maassen est titularisé au volant de la Ferrari de JMW Motorsport qui devrait arborée une livrée spéciale aux couleurs de son partenaire Dunlop. Le 11, Nicolas Marroc, qui n'a jamais participé aux 24 Heures du Mans, est officialisé chez IMSA Performance. Le 25, Lotus Jetalliance confirme John Hartshorne pour compléter l'équipage de la voiture no 64.

### Annonce de la création d'un championnat du monde d'endurance FIA
En prélude à l'épreuve, l'ACO et la FIA annoncent la création du Championnat du monde d'endurance FIA à partir de 2012. L'Intercontinental Le Mans Cup sert de base à ce nouveau championnat qui intègre les 24 Heures du Mans.

## Journée test

### Présentation
La journée test des 24 Heures du Mans est une journée d'essais organisée par l'Automobile Club de l'Ouest (ACO). Elle a pour objectif que les concurrents puissent s'entraîner et se préparer en vue de la course. Les écuries peuvent tester plusieurs réglages et valider plusieurs configurations de leurs voitures,,. Elle est obligatoire pour les écuries, les voitures et les pilotes n'ayant jamais disputé les 24 Heures du Mans, ainsi que pour les pilotes n'ayant pas disputé l'épreuve depuis au moins trois ans,. Elle a lieu le 24 avril, soit environ un mois et demi avant la course, et se décompose en deux séances de quatre heures. La première se déroule entre 9 h et 13 h, la seconde entre 14 h et 18 h. Quant aux vérifications techniques et administratives, elles ont lieu le vendredi de 9 h à 13 h et de 14 h à 18 h, ainsi que le samedi de 9 h à 13 h 45,,,. Lors de cette journée, les commissaires de piste s'entraînent à l'extraction de pilotes en cas d'incident lors des 24 Heures du Mans. Ces essais permettent aux équipes de se familiariser avec les nouvelles voitures de la saison 2011, dont les Peugeot 908, Audi R18 TDI et Aston Martin AMR-One font partie,. Les Lotus Evora GTE et les Ferrari 458 Italia GT2 n'ont également jamais roulé sur le circuit des 24 Heures. La date du 24 avril, très en avance par rapport à la date de la course, est choisie pour que les équipes exploitant de nouvelles voitures puissent pallier tout problème dans les délais.
Créée à l'occasion de l'édition 1959, la journée test effectue son retour après deux ans d'absence. En effet, après la crise financière mondiale de 2007-2008 et dans l'objectif d'éviter un coût supplémentaires pour les concurrents, les organiseurs avaient préféré ne pas l'organiser en 2009 et 2010,,,,. Lors de cette journée d'essais, cinquante-cinq concurrents sont présents. Certaines écuries non sélectionnées pour la course, mais admissible selon les réglementations qui entre en vigueur dans les différents championnats organisés par l'ACO, sont autorisées à prendre part à la journée test. C'est la première fois depuis 2004 que la journée test a lieu au mois d'avril.
Cette journée d'essais est l'occasion de voir s'affronter pour la première fois de la saison les deux nouveaux prototypes d'Audi Sport Team Joest et de Peugeot Sport : l'Audi R18 TDI et la Peugeot 908,. Lors des 12 Heures de Sebring, Audi avait dépêché ses R15+ TDI,. La première liste des engagés dévoilée fait état de cinquante-six concurrents,. Au 12 avril, cinquante-cinq voitures sont annoncés et finalement, le 24 avril cinquante-quatre autos sont présentes,,,. En outre, vingt-quatre voitures sur les vingt-six engagés de l'Intercontinental Le Mans Cup participent à cette journée d'essais.

### Programme d'essais des équipes

#### Peugeot Sport

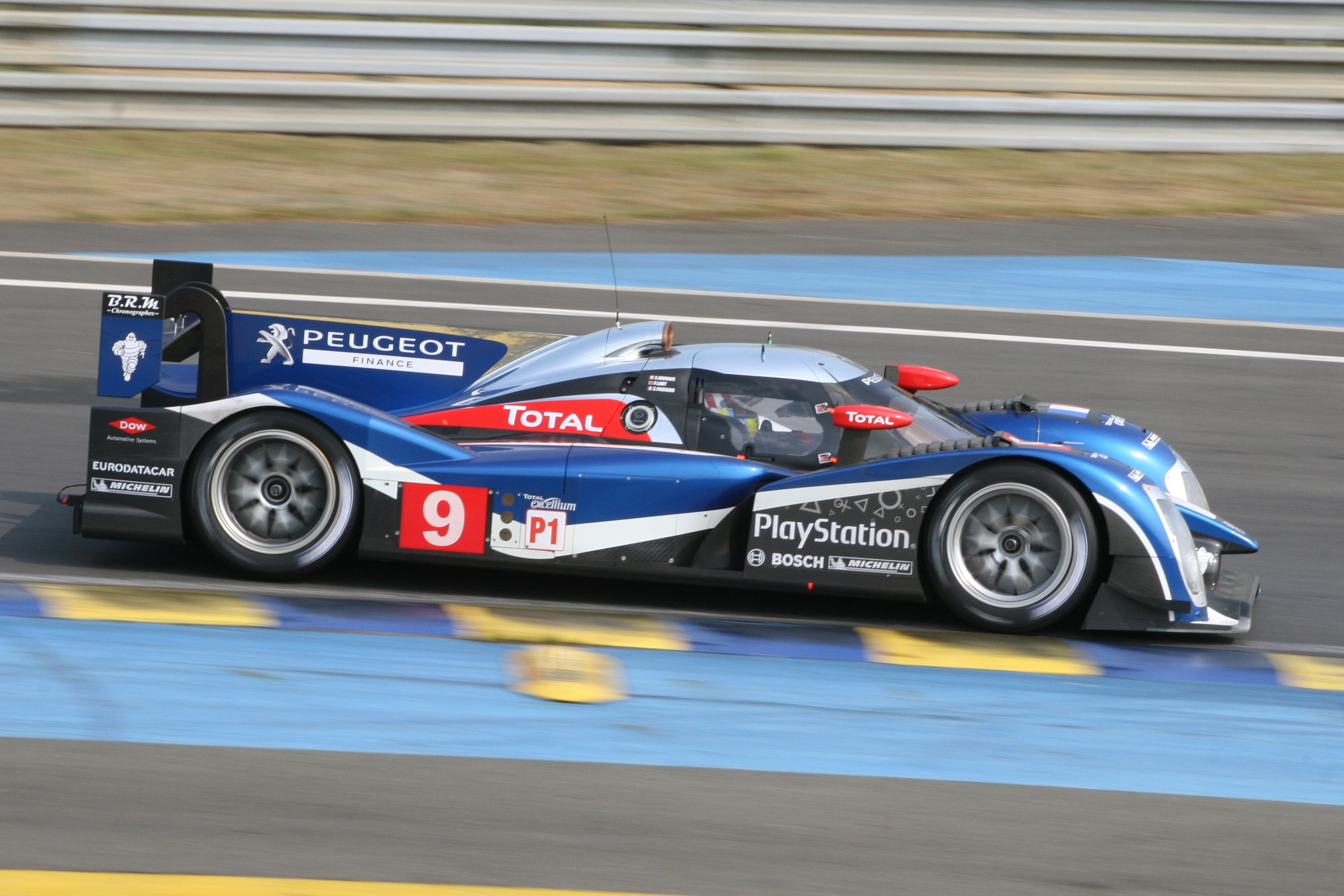
Le programme d'essais des Peugeot 908 (ici avec Alexander Wurz au volant) est axé sur les réglages aérodynamiques, pneumatiques et mécaniques.

Le programme d'essais de Peugeot est de valider plusieurs aspects de réglages, à savoir les pneumatiques, l'aérodynamique et les réglages mécaniques. Après les deux accidents des 908 subis lors des essais en hiver, dont l'un sur le circuit Paul-Ricard avec Nicolas Minassian, le directeur technique Bruno Famin s'est montré rassurant quant au déroulement de la journée test : « Il n'y a pas de problème particulier sur la voiture. On sait depuis 2008 que quand une LMP se met en travers, elle décolle. Une fois, ça nous est arrivé suite à une casse mécanique, une autre fois parce que la voiture n'était pas trop bien réglée et que le pilote n'avait peut-être pas gardé une marge suffisante. Avec une autre voiture qu'une LMP, ça se serait terminé par un tête-à-queue. Tout le monde savait que l'aileron de requin améliorait un peu les choses mais que ce n'était pas suffisant. À la FIA de trouver la solution. On collabore avec la FIA, qui fait ensuite la synthèse avec l'ACO ». Nicolas Minassian a, quant à lui, repris la piste à bord de la 908 sur le circuit Paul-Ricard, environ deux semaines avant la journée test. Il a ensuite enchaîné avec une séance d'essais à Aragon : « L'auto est beaucoup mieux maintenant. C'est une affaire de travail et de setup et avec un team comme Peugeot, ça progresse vite. L'évolution est constante. Depuis Sebring, on a beaucoup roulé et à chaque séance, il y a quelque chose de différent à essayer. On a fait un bon test d'endurance à Aragon, avec une voiture agréable à conduire. Il n'y a pas de problème majeur. La grosse différence est qu'avec les grosses roues, le train avant est plus directionnel. Le comportement se rapproche d'une monoplace, mais rien de méchant ». Franck Montagny s'exprime à son tour sur les différences de comportement avec sa devancière la Peugeot 908 HDi FAP : « Avec l'ancienne 908, on avait une voiture très douce, prévenante, même un peu paresseuse. Celle-ci est plus agressive, très vive, plus agile. J'aime les voitures qui ont du train avant, sinon j'ai l'impression de perdre mon temps. Et sous la pluie, ce sera aussi un avantage, car on glisse aussi de l'avant et on pourra tourner plus facilement ». À titre de « précaution », selon Olivier Quesnel, l'équipe procède au changement de moteur de la Peugeot no 9.
En outre, Peugeot Sport, prépare une LMP1 hybride basée sur la 908, baptisée Peugeot 908 HYbrid4, mais divers problèmes d'ordre technique ont retardé la préparation de la voiture pour la journée test. Bruno Famin s'exprime sur les ennuis rencontrés : « Nous avons connu un problème technique, pas important, mais le planning est tellement tendu qu'à un moment donné, ça ne sert plus à rien de faire les pieds au mur pour essayer d'être prêt. Mais on va continuer notre programme d'essais ». Il ajoute qu'il n'exclut pas un engagement en course dès la saison en cours : « On ne sait pas. On va encore en découvrir et la question est de savoir si on pourra résoudre ces problèmes sur le court terme ou pas »,,.

#### Audi Sport
Du côté d'Audi Sport Team Joest, l'Audi R18 TDI semble bien différente par rapport à l'ancienne R15 au yeux de ses pilotes, notamment pour Rinaldo Capello : « C'est très difficile de comparer la R18 avec la R15, car les deux voitures sont si différentes. On ressent un comportement aéro bien plus constant. Avec la R15, on avait parfois des problèmes, le pilotage de la R18 paraît plus facile, plus prévisible. Elle demande une nouvelle façon de conduire. Nous avons fait beaucoup d'essais et chaque pilote doit encore découvrir les secrets de cette voiture ». La journée test est l'occasion de faire débuter Marco Bonanomi ; à bord de l'une des R18 TDI, il doit effectuer ses dix tours réglementaires.
Selon Ralf Jüttner, le directeur technique, les trois Audi auront chacune un programme d'essais différent : « Nous bouclerons un programme différent sur chacune des trois voitures afin d’acquérir autant d’informations que possible sur l’aérodynamique, les pneus, le set-up et d’autres sujets ». Comme les années précédentes, Audi choisit d'occuper les stands près de la sortie, contrairement à Peugeot qui préfère s'installer à l'entrée de voie des stands,.

#### Oreca
Pour Oreca, vainqueur en mars des 12 Heures de Sebring, l'objectif de la journée test est d’appréhender les nouveautés instaurées par la nouvelle réglementation. Pour David Floury, le directeur technique, la journée test est l'occasion de rééditer les points forts de Sebring, à savoir une bonne connaissance de la Peugeot 908 HDi FAP, modèle plus ancien que ses rivales : « Ces essais vont nous permettre d’avoir un aperçu du niveau de performance de l’auto. L’objectif prioritaire est d’adapter au mieux la voiture à la piste selon le règlement 2011. À titre d’exemple, nous avons prévu de travailler de manière importante sur l’utilisation des pneus : nous avons une idée de l’exploitation des gommes, mais les modifications apportées au règlement ne sont pas sans conséquence. À Sebring, pilotes et techniciens ont fait une exploitation optimale du matériel, c’est la récompense de plusieurs années de travail et cela nous apporte de la sérénité. Mais nous n’avons pas l’attention de nous reposer sur nos lauriers pour autant. Dès la semaine suivant la course, nous nous sommes remis au travail avec pour objectif d’obtenir un excellent résultat aux 24 Heures du Mans. La stratégie sera identique : tout optimiser. Et cela commence dès la Journée Test »,.
En ce qui concerne la catégorie LMP2, quatre Oreca 03 participent à la journée test, dont l'une est engagée directement par Oreca. David Floury explique que la transparence au niveau des donnés entre Oreca et ses clients est primordiale : « À travers ces essais, nous souhaitons définir les bases de réglage pour la semaine des 24 Heures du Mans. Notre démarche est totalement transparente. D'une part, notre voiture sera totalement identique à nos teams clients. D'autre part, nous jouerons livre ouvert avec eux. [...] Notre but est de leur proposer différentes préconisations, que ce soit au niveau des réglages mécaniques, que de l’aéro ».

### Évolution des voitures
Chez Peugeot Sport, les 908 sont dans leur configuration « Le Mans », avec un capot avant plus fermé, mais doté de prise d'air dont le rôle est de refroidir les freins. De plus, à l'arrière du prototype, les prises d'air « périscope » sont remplacées par des nouvelles de type NACA. La capot arrière diffère également de celui utilisé sur les premières courses de la saison. Avant la journée test, le constructeur français a effectué de nombreuses séances d'essais à Sebring, Monza, Le Castellet et Aragon.
Chez Rebellion Racing, les deux Lola B10/60 reçoivent un nouveau kit aérodynamique exclusivement disponible pour la structure helvétique, le capot avant est différent tout comme les phares et l'empattement de la voiture rallongé,. De plus, les deux supports d'aileron sont dorénavant en « col de cygne ». Chez Oak Racing, les quatre voitures qui seront engagées en course (deux en LMP1 et deux en LMP2), le sont également pour la journée test. Selon Sébastien Philippe, les prototypes étaient configurés avec les réglages de la saison 2010 à Sebring ; pour la journée test, ce sont les réglages de 2011 qui sont utilisés, avec de surcroît, le montage d'un nouvel aileron et d'un nouveau capot arrière,.

### Déroulement des séances

#### Première séance de 9 h à 13 h

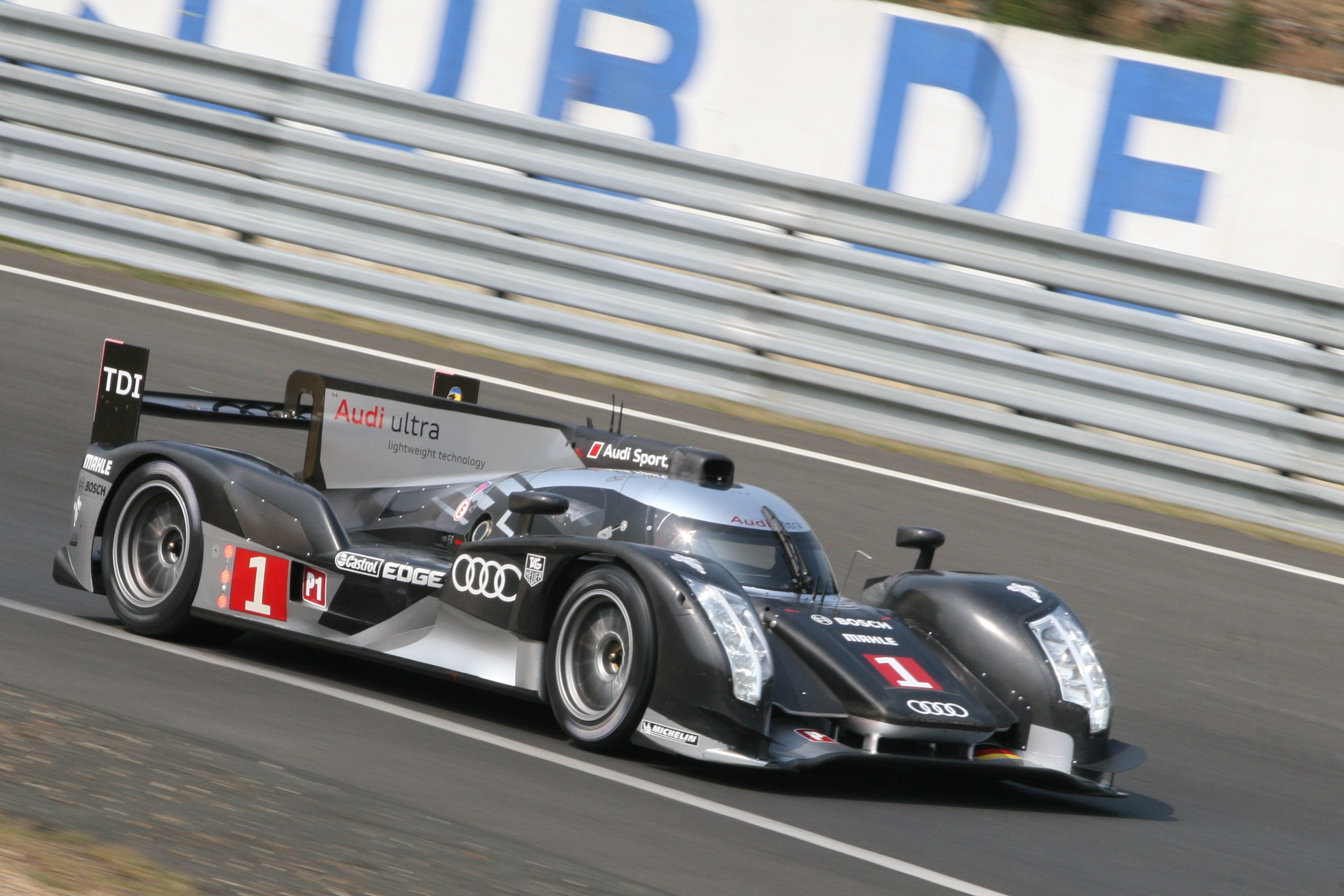
L'Audi R18 TDI no 1 se classe deuxième à l'issue des essais.

Au bout d'une demi-heure d'essais, l'Audi R18 TDI no 2 pilotée par Benoît Tréluyer tourne en 3 min 32 s, alors que la piste est encore sale. Une heure après, André Lotterer améliore encore en 3 min 30 s 921. Une fine pluie passagère empêche pendant quelques minutes les pilotes d'améliorer,.
À 11 h 15, sur une piste sèche, Tréluyer passe en dessous des 3 min 30 s en 3 min 28 s 803. À 12 h 22, c'est au tour de Romain Dumas (Audi no 1) d'améliorer en 3 min 27 s 900,. Au même instant, Marcel Fässler (Audi no 2) sort de la piste au virage de Mulsanne. À la fin de la première séance, les trois Audi R18 TDI, sont devant les trois Peugeot 908. La no 1 obtient le meilleur temps avec Romain Dumas à son bord, en 3 min 27 s 900, suivent la no 2 et la no 3, respectivement en 3 min 28 s 503 et 3 min 30 s 382.
En fin de séance, peu avant 13 h, Richard Hein au volant de la Oak Pescarolo 01 no 24, sort de la piste entre le virage du Raccordement et les virages Ford. Trop endommagé à l'arrière, le prototype ne reprendra pas la piste. Le châssis, la boîte de vitesses, le moteur et l'aileron sont abîmés. À la suite de cet accident, Oak Racing déclare forfait pour les 1 000 kilomètres de Spa. Patrice Lafargue et Andrea Barlesi ont chacun réalisé leur dix tours réglementaires.
Lors de cette séance, la Oak Pescarolo no 35 reste bloquée à son stand pendant trois heures, le temps de réparer une suspension.
En GTE Pro, avec un temps de 4 min 1 s 495, Allan Simonsen est le plus rapide au volant de la Ferrari 458 Italia GT2 no 89 exploitée par Hankook Team Farnbacher,.

#### Deuxième séance de 14 h à 18 h
Pendant la première séance, de nombreux pilotes avaient jugé la piste sale, ce qui ne semble plus être le cas pour la seconde séance.
À 16 h 34, Tom Kristensen (Audi no 3) effectue le meilleur tour de la journée en 3 min 27 s 687,. En fin de séance, Stéphane Sarrazin signe le meilleur temps des Peugeot avec la no 8, en 3 min 27 s 876. Il concède 189 millièmes de seconde à la meilleure Audi,.
Dans la catégorie GTE Pro, Allan Simonsen (Ferrari no 89) est de nouveau le plus rapide. En outre, il est le seul pilote à descendre sous la barre des quatre minutes en 3 min 59 s 966.

#### Résultats
| Pos. | Classe     | N°  | Équipe                      | Pilotes                                                                        | Temps           | Nbr de tours |
| ---- | ---------- | --- | --------------------------- | ------------------------------------------------------------------------------ | --------------- | ------------ |
| 1    | LMP1       | 3   | Audi Sport North America    | Rinaldo Capello / Tom Kristensen / Allan McNish / Marco Bonanomi               | 3 min 27 s 687  | 62           |
| 2    | LMP1       | 1   | Audi Sport Team Joest       | Mike Rockenfeller / Timo Bernhard / Romain Dumas                               | 3 min 27 s 815  | 48           |
| 3    | LMP1       | 8   | Peugeot Sport Total         | Stéphane Sarrazin / Franck Montagny / Anthony Davidson                         | 3 min 27 s 876  | 81           |
| 4    | LMP1       | 2   | Audi Sport Team Joest       | Marcel Fässler / André Lotterer / Benoît Tréluyer / Marco Bonanomi             | 3 min 27 s 878  | 50           |
| 5    | LMP1       | 9   | Team Peugeot Total          | Alexander Wurz / Sébastien Bourdais                                            | 3 min 28 s 304  | 43           |
| 6    | LMP1       | 10  | Oreca                       | Nicolas Lapierre / Loïc Duval                                                  | 3 min 31 s 141  | 78           |
| 7    | LMP1       | 7   | Peugeot Sport Total         | Nicolas Minassian / Marc Gené / Pedro Lamy / Simon Pagenaud / Jean-Karl Vernay | 3 min 32 s 549  | 116          |
| 8    | LMP1       | 16  | Pescarolo Sport             | Emmanuel Collard / Christophe Tinseau / Julien Jousse                          | 3 min 36 s 583  | 65           |
| 9    | LMP1       | 12  | Rebellion Racing            | Neel Jani / Nicolas Prost / Jeroen Bleekemolen                                 | 3 min 37 s 809  | 60           |
| 10   | LMP1       | 13  | Rebellion Racing            | Andrea Belicchi / Jean-Christophe Boullion / Guy Smith                         | 3 min 38 s 716  | 26           |
| 11   | LMP1       | 15  | Oak Racing                  | Matthieu Lahaye / Guillaume Moreau / Pierre Ragues                             | 3 min 39 s 113  | 35           |
| 12   | LMP1       | 22  | Kronos Racing               | Vanina Ickx / Maxime Martin                                                    | 3 min 41 s 654  | 14           |
| 13   | LMP2       | 26  | Signatech Nissan            | Franck Mailleux / Lucas Ordóñez / Soheil Ayari                                 | 3 min 42 s 992  | 69           |
| 14   | LMP2       | 48  | Oreca                       | Alexandre Prémat / Dominik Kraihamer                                           | 3 min 43 s 055  | 47           |
| 15   | LMP2       | 41  | Greaves Motorsport          | Karim Ojjeh / Gary Chalandon / Tom Kimber-Smith / Alex Brundle                 | 3 min 43 s 601  | 36           |
| 16   | LMP2       | 39  | Pecom Racing                | Matías Russo / Pierre Kaffer / Luís Pérez Companc                              | 3 min 46 s 097  | 44           |
| 17   | LMP2       | 46  | TDS Racing                  | Mathias Beche / Pierre Thiriet / Jody Firth                                    | 3 min 46 s 435  | 69           |
| 18   | LMP1       | 24  | Oak Racing                  | Jacques Nicolet / Richard Hein / Jean-François Yvon                            | 3 min 47 s 892  | 19           |
| 19   | LMP2       | 34  | Level 5 Motorsports         | Christophe Bouchut / João Barbosa                                              | 3 min 48 s 174  | 44           |
| 20   | LMP2       | 36  | RML                         | Thomas Erdos / Mike Newton / Ben Collins                                       | 3 min 48 s 817  | 43           |
| 21   | LMP2       | 40  | Race Performance            | Rahel Frey / Ralph Meichtry / Marc Rostan                                      | 3 min 48 s 840  | 45           |
| 22   | LMP1       | 5   | Hope Racing                 | Steve Zacchia / Nicolas Marroc                                                 | 3 min 48 s 954  | 18           |
| 23   | LMP2       | 44  | Extrême Limite AM Paris     | Fabien Rosier / Philippe Haezebrouck / Jean-René de Fournoux                   | 3 min 50 s 134  | 59           |
| 24   | LMP1       | 23  | Mik Corse                   | Máximo Cortés / Giacomo Piccini                                                | 3 min 51 s 527  | 5            |
| 25   | LMP1       | 007 | Aston Martin Racing         | Christian Klien / Darren Turner                                                | 3 min 51 s 658  | 10           |
| 26   | FLM        | 99  | JMB Racing                  | Olivier Lombard / Philippe Mondolot / John Hartshorne                          | 3 min 56 s 722  | 55           |
| 27   | FLM        | 93  | Genoa Racing                | Elton Julian / Christian Zugel / Jens Petersen / Nicolas de Crem               | 3 min 57 s 233  | 37           |
| 28   | FLM        | 91  | Hope Racing                 | Luca Moro / Nicolas Marroc / Zhang Shan Qi (en) / Alessetro Cicognani          | 3 min 58 s 369  | 33           |
| 29   | LMP2       | 35  | Oak Racing                  | Andrea Barlesi / Fréderic Da Rocha (de) / Patrice Lafargue                     | 3 min 59 s 161  | 16           |
| 30   | LM GTE Pro | 89  | Hankook Team Farnbacher     | Allan Simonsen / Leh Keen                                                      | 3 min 59 s 966  | 60           |
| 31   | LMP2       | 33  | Level 5 Motorsports         | Scott Tucker                                                                   | 4 min 00 s 382  | 30           |
| 32   | LM GTE Pro | 51  | AF Corse                    | Giancarlo Fisichella / Gianmaria Bruni / Toni Vilander                         | 4 min 00 s 570  | 50           |
| 33   | LM GTE Pro | 55  | BMW Motorsport              | Augusto Farfus / Jörg Müller / Dirk Werner                                     | 4 min 01 s 631  | 49           |
| 34   | LM GTE Pro | 59  | Luxury Racing               | Frédéric Makowiecki / Jaime Melo                                               | 4 min 01 s 968  | 21           |
| 35   | LM GTE Pro | 76  | IMSA Performance            | Patrick Pilet / Nicolas Armindo / Raymond Narac                                | 4 min 02 s 087  | 55           |
| 36   | LM GTE Pro | 77  | Team Felbermayr Proton      | Marc Lieb / Richard Lietz / Christian Ried                                     | 4 min 02 s 830  | 38           |
| 37   | LM GTE Pro | 56  | BMW Motorsport              | Andy Priaulx / Dirk Müller / Joey Hand                                         | 4 min 03 s 856  | 54           |
| 38   | LM GTE Am  | 50  | Larbre Compétition          | Olivier Beretta / Jan Magnussen / Tommy Milner / Oliver Gavin                  | 4 min 04 s 222  | 49           |
| 39   | LM GTE Pro | 88  | Team Felbermayr Proton      | Abdulaziz Al Faisal / Bryce Miller / Nick Tandy / Spencer Pumpelly             | 4 min 05 s 507  | 68           |
| 40   | LM GTE Am  | 79  | Jota Sport                  | Simon Dolan / Sam Hancock / Chris Buncombe                                     | 4 min 04 s 594  | 37           |
| 41   | LM GTE Am  | 70  | Larbre Compétition          | Christophe Bourret / Pascal Gibon / Jean-Philippe Belloc                       | 4 min 05 s 285  | 54           |
| 42   | LM GTE Am  | 83  | JMB Racing                  | Manuel Rodrigues / Jean-Marc Menahem / Nicolas Misslin / Tristan Gommendy      | 4 min 5 s 760   | 51           |
| 43   | LM GTE Pro | 71  | AF Corse                    | Robert Kauffman / Michael Waltrip / Rui Águas                                  | 4 min 06 s 016  | 45           |
| 44   | LM GTE Am  | 61  | AF Corse                    | Piergiuseppe Perazzini / Marco Cioci / Seán Paul Breslin (de)                  | 4 min 06 s 436  | 70           |
| 45   | LM GTE Pro | 69  | Robertson Racing            | Anthony Lazzaro / Colin Braun / David Murry                                    | 4 min 06 s 748  | 50           |
| 46   | LM GTE Am  | 60  | Gulf Racing Middle East AMR | Fabien Giroix / Roald Goethe / Mike Wainwright                                 | 4 min 06 s 840  | 18           |
| 47   | LM GTE Pro | 58  | Luxury Racing               | Anthony Beltoise / François Jakubowski (de) / Jean-Denis Delétraz              | 4 min 07 s 160  | 42           |
| 48   | LM GTE Am  | 62  | CRS Racing                  | Pierre Ehret / Shaun Lynn / Roger Willis / Andrew Kirkaldy                     | 4 min 07 s 955  | 82           |
| 49   | LM GTE Pro | 65  | Lotus Jetalliance           | Jonathan Hirschi / James Rossiter / Johnny Mowlem                              | 4 min 09 s 962  | 37           |
| 50   | LM GTE Pro | 86  | Young Driver AMR            | Tomáš Enge / Alex Müller                                                       | 4 min 10 s 859  | 12           |
| 51   | LM GTE Pro | 68  | Robertson Racing            | David Robertson / Andrea Robertson / Boris Said                                | 4 min 12 s 971  | 17           |
| 52   | LM GTE Am  | 52  | AF Corse                    | Michele Rugolo                                                                 | 4 min 13 s 921  | 11           |
| 53   | LM GTE Pro | 64  | Lotus Jetalliance           | Lukas Lichtner-Hoyer / Martin Rich / Oskar Slingerland (de)                    | 4 min 20 s 925  | 20           |
| 54   | LMP1       | 009 | Aston Martin Racing         | Harold Primat                                                                  | 12 min 42 s 674 | 2            |

### Bilan de la journée test

#### Catégorie LMP1
La journée test est dominée par Audi et ses nouvelles R18 TDI,,,. Les Audi semblent très à l'aise et très efficaces dans les courbes rapides ; Tom Kristensen effectuant le meilleur tour en 3 min 27 s 687. Mike Rockenfeller obtient le deuxième temps de la journée en 3 min 27 s 815 et la meilleure Peugeot, pilotée par Stéphane Sarrazin et Franck Montagny est troisième,. Si la no 2 a connu une sortie de route dans la journée, les trois prototypes allemands se retrouvent groupés en 191 millièmes de seconde. Alors que les nouveaux prototypes d'Audi et de Peugeot roulent pour la première fois sur le circuit des 24 Heures, les performances qu'ils atteignent sont bien supérieures aux estimations de l'ACO. De plus, l'équivalence entre les motorisations Diesel et essence dépassent très largement les 2 % d'écart souhaités par l'ACO ,. En effet, la Pescarolo 01, première LMP1 à motorisation essence, est reléguée à environ neuf secondes de la première Audi, en 3 min 36 s 583, un temps supérieur aux 2 % voulus par l'ACO,,.
L'idée que l'ACO puisse abaisser les performances des diesels en modifiant la réglementation technique n'est pas satisfaisante selon le patron du programme Audi en LMP1 Wolfgang Ullrich : « Si l'ACO abaisse les performances, nous devrons refaire nos essais d'endurance. Si on ne roule pas normalement, comment connaître la consommation, l'usure des pneus ? ». Les tests d'endurance ayant été réalisés avec des réglages spécifiques pour les 24 Heures du Mans, Audi Sport serait dans l'obligation d'en réaliser de nouveau. Du côté du constructeur français, les réactions sont similaires.
Malgré le travail des ingénieurs sur les nouvelles Peugeot 908 et Audi R18 TDI, la pole position de 2010 est plus rapide de neuf secondes, les LMP1 basées sur la réglementation 2011 auraient perdu près de 200 ch de puissance.
Cette journée test est l'occasion de voir que pour la première fois depuis 2007, Audi semble en mesure de rivaliser en performance pure sur un tour. En effet, depuis le retour de Peugeot en 2007, la marque allemande était souvent moins rapide mais plus fiable que le constructeur français.
Chez Peugeot, la voiture no 9 a rencontré quelques problèmes de fiabilité, ce qui a obligé l'équipe à changer de moteur. Cinq pilotes se sont donc réparti le temps de roulage à bord de la no 7, dont Jean-Karl Vernay initialement inscrit sur la no 9,,. Avec cinquante-neuf tours le matin puis cinquante-huit l'après-midi, la voiture no 7 a été la plus assidue en piste parmi tous les concurrents.
Vainqueur des 12 Heures de Sebring, la Peugeot 908 HDi FAP d'Oreca devance la Peugeot 908 no 7 en 3 min 31 s 141, ce qui la situe à la sixième place, mais à 3,454 s de l'Audi de tête,,. De plus, le rythme de la 908 HDi FAP est bien inférieur à celui des nouvelles 908.
Chez Pescarolo Team, vainqueur début avril des 6 Heures du Castellet, quelques soucis de démarreur ont affecté le prototype, mais la Pescarolo 01 termine la journée test première des essence en 3 min 36 s 583, à la huitième place, aux mains d'Emmanuel Collard,,.
Les deux Lola B10/60 du Rebellion Racing se classent au neuvième et dixième rang. Les deux voitures de l'écurie suisse étaient pourtant pourvues de nouvelles évolutions aérodynamiques et de nouvelles roues avant plus grandes. La Lola no 12 n'a pas connu d'ennuis et a continué sa marche de progression, au contraire de la no 13 qui, à cause d'une casse de sa suspension, est sorti de la piste avec Guy Smith au volant, au niveau de la chicane PlayStation. Pour Nicolas Prost, pilote de la no 12, la journée s'est bien déroulée : « On n'a pas cherché la performance absolue mais on est content. Globalement c'est une bonne évolution ». Pour Bart Hayden, le patron de l'écurie, les nouveaux éléments aérodynamiques n'ont pas été livré dans les temps.

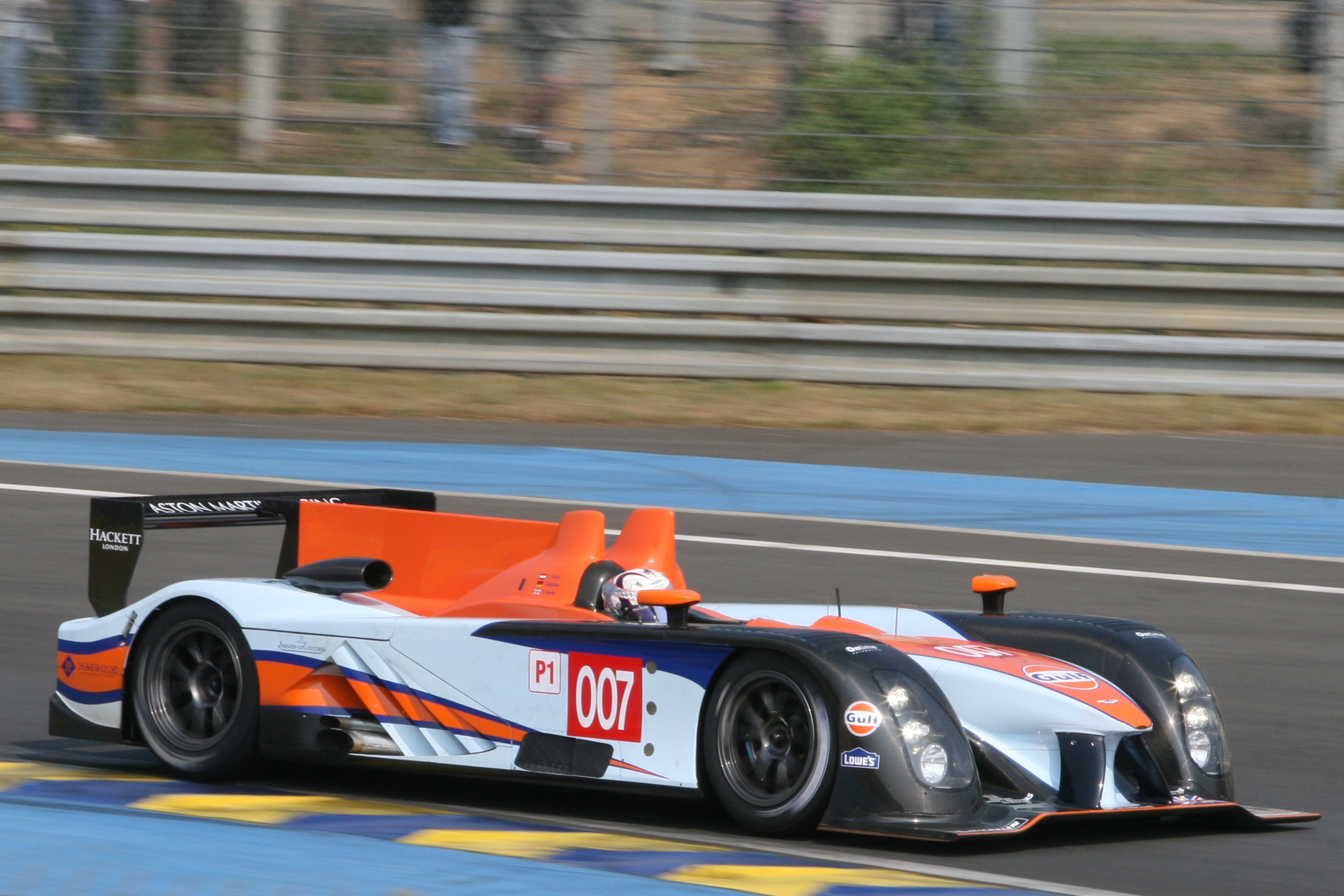
Les Aston Martin AMR-One ont été accablées par des problèmes moteurs.

Onzième à la fin de la journée grâce à Matthieu Lahaye, Oak Racing est à 2 s 5 de la Pescarolo no 16. Pour Matthieu Lahaye, l'écurie est encore en phase d'apprentissage : « On continue notre bonhomme de chemin. C'est la première fois qu'on sort le kit aéro sur la P1, on progresse. Il faudra maintenant analyser tout ça pour arriver avec une bonne base au Mans »,. Quant à la voiture no 24 la journée s'est terminée au virage du Raccordement à la suite d'une sortie de piste de Richard Hein.
Déjà en difficultés lors des 6 Heures du Castellet, les nouvelles Aston Martin AMR-One ont rencontré de nombreux problèmes moteur,,. La voiture no 009 n'a effectué que deux tours de piste, puis un nouveau moteur a dû être installé. Après avoir parcouru deux tours, elle signe un temps de 12 min 42 s 674. La no 007, pilotée par Stefan Mücke, Darren Turner et Christian Klien, a quant à elle été capable de réaliser dix tours avant de rencontrer les mêmes problèmes liés au moteur, s'ajoutant à cela des ennuis de transmission. Elle atteint donc la vingt-cinquième place du classement général avec un temps de 3 min 51 s 568. Par ailleurs, l'écurie Aston Martin Racing a commencé à ranger une grande partie du matériel alors que la journée n'était pas terminée. Les piètres performances des AMR-One pourraient peut-être pousser au forfait l'écurie Aston Martin Racing, ce qui laisserait le champ libre aux suppléants de la liste des engagés.
En ce qui concerne les suppléants, la Lola B09/60-Aston Martin de Kronos Racing, en partenariat avec Marc VDS Racing Team, qui l'exploitent pour la première fois, accroche la douzième place. Elle est pilotée par Vanina Ickx, Bas Leinders et Maxime Martin. En outre, deux prototypes hybrides ont participé à cette journée test. L'Oreca 01 Swiss Hy Tech-Hybrid de Hope Racing signe le vingt-deuxième temps en 3 min 48 s 954 tandis que la Zytek de Mik Corse qui découvrait le circuit pour la première fois,, n'a pu parcourir que cinq tours, de quoi accrocher la vingt-quatrième place du classement général en 3 min 51 s 527. Des problèmes de réglage du système de récupération de l'énergie cinétique sur les freins arrière ont perturbé la séance de l'écurie,. Si le règlement stipule qu'une voiture hybride doit être en mesure de parcourir la ligne droite des stands sur le seul mode électrique, aucun des deux prototypes n'y est parvenu le jour de la journée test. En fin d'après-midi, les deux voitures ont essayé de réaliser ce test sur l'un des tronçons du circuit Bugatti, en vain.
En ce qui concerne les absents, Highcroft Racing et Quifel ASM Team n'étaient pas du déplacement dans la Sarthe.

#### Catégorie LMP2
Dans la catégorie LMP2, l'Oreca 03 de Signatech Nissan obtient le meilleur temps en 3 min 42 s 992 avec Franck Mailleux à son bord,. En outre, avec quatre-vingt-six tours de piste, l'Oreca no 26 est la plus persistante en piste. Franck Mailleux s'exprime sur le résultat : « Tout s'est bien passé. Le premier objectif était que Lucas Ordóñez effectue ses dix tours réglementaires, ce qui a été fait sans aucun problème. Ses chronos sont encourageants pour la suite. Nous avons pu alors bien travailler sur le package aéro low downforce »,.
La deuxième place revient à l'Oreca 03 officielle en 3 min 43 s 055 grâce à Alexandre Prémat, qui découvrait l'auto. L'objectif de la journée pour Oreca était de valider les meilleures configurations aérodynamiques possible pour les équipes clientes utilisatrices de l'Oreca 03. La sortie de piste de Dominik Kraihamer n'ayant pas gêné la progression du prototype,. Kraihamer qui devait effectuer ses tours réglementaires en a réalisé vingt-sept et Prémat quarante-et-un. À noter que pour l'heure, l'Oreca n'a pas encore reçu sa décoration définitive, puisque du bleu devrait faire son apparition en plus de l'orange.
En 3 min 43 s 601, Tom Kimber-Smith décroche la troisième place de la catégorie au volant de la Zytek Z11SN de Greaves Motorsport, vainqueur des 6 Heures du Castellet début avril. Cette performance est à comparer aux 3 min 47 s 974 obtenues l'année précédente alors que la Zytek n'a bénéficié d'aucune évolution majeure si ce n'est un changement de moteur.
Le Pecom Racing est quatrième à l'issue de la journée d'essais, grâce à Pierre Kaffer (3 min 46 s 097).
La Norma M200P d'Extrême Limite AM Paris obtient le neuvième temps de la catégorie. Les pilotes étant novices, la Norma a dû être pilotée pendant dix tours par chacun des pilotes. Selon Fabien Rosier, la voiture est maintenant correctement réglée pour la course : « L'après-midi, nous avons essayé plusieurs set-up aero et sommes arrivés à un compromis où l'auto était à la fois rapide en ligne droite et confortable à conduire dans les virages rapides comme les S Porsche. Merci à toute l’équipe qui a fait un super travail, les performances de l’auto se sont améliorées au fur et à mesure de la journée, et notons qu’aucun problème technique n’est survenu, ce qui est de bon augure ». Dans la deuxième séance, Rosier fait un temps d'un peu plus de 3 min 50 s, ce qui le place en vingt-deuxième position.
Les équipes utilisant le moteur V6 turbocompressé de Honda Performance Development (HPD), à la peine à Sebring et au Castellet ont obtenue de l'ACO un diamètre de bride d'admission d'air plus grand, passant de 28,3 mm à 29,1 mm, équivalent à 6 % de surface en plus. L'écurie Strakka Racing utilisatrice de ce moteur est néanmoins absente de la journée test,.
Les écuries utilisant le moteur Nissan accueillent mal ce changement réglementaire. Selon Philippe Sinault, patron de l'écurie Signatech Nissan, plusieurs aspects n'ont pas été respectés : « Premièrement, je pense que c'est prématuré. L'ACO s'était engagé à attendre un peu plus longtemps. Deuxièmement, cela s'est fait sans réelle concertation et je trouve cela un peu dommage. Troisièmement, on s'est concentré sur l'aspect performance alors que pour moi, ce n'est pas forcément le réel problème. J'ai fait le choix de cette catégorie en pensant que nous n'entrerions pas dans un système ou l'on compense les performances. Nous, Nissan et Nismo, avons fait le choix d'un package en étudiant au mieux l'équation à remplir. Nous ne sommes peut-être pas encore à l'optimal, mais nous ne sommes pas loin du but. Honda, d'après les dires de leurs dirigeants, s'est un peu trompé. Soit. Mais pourquoi devrions-nous en assumer les conséquences ? Que l'on réajuste un petit peu, pourquoi pas ? Mais on doit d'abord en discuter. Et réajuster d'autant, je pense que cela n'est pas bien ». Concernant les tensions qui apparaissent entre le constructeur japonais et l'ACO, il ajoute : « Ils sont fou de rage. J'ai lu le courrier que les Japonais ont envoyé à l'ACO et connaissant la culture japonaise, pour qu'ils envoient un tel mot, c'est qu'ils sont vraiment en colère ».
Level 5 Motorsports débutante au Mans, apporte ses deux nouvelles Lola B11/80 motorisées par HPD. La meilleure d'entre elles, la no 34, obtient le sixième temps de la catégorie grâce à Christophe Bouchut et João Barbosa. La seconde auto, la no 33, pilotée uniquement par Scott Tucker est onzième et dernière,. Une seule des deux voitures (la no 33) est engagée pour la course,.

#### Catégorie GTE Pro
En GTE Pro, les nouvelles Ferrari 458 Italia GT2 d'Hankook Team Farnbacher et d'AF Corse dominent la journée avec les BMW M3 GT2 (E92). L'écurie Hankook Team Farnbacher termine la journée en haut de la feuille des temps, grâce notamment à Allan Simonsen qui est le seul pilote à être descendu sous les quatre minutes sur un tour (3 min 59 s 966). De plus, les pneumatiques Hankook semblent mieux fonctionner sur la Ferrari 458 Italia GT2 que sur la Ferrari F430 GTC utilisée l'année précédente.
La Ferrari no 51 de l'écurie AF Corse, pilotée par Gianmaria Bruni, Toni Vilander et Giancarlo Fisichella obtient le deuxième temps en 4 min 0 s 57 et n'est devancée que de quelques dixièmes par la Ferrari no 89. La première des BMW, celle de Jörg Müller, Augusto Farfus et Dirk Werner est troisième. Les BMW semblent avoir progressé en performance sur le circuit des 24 Heures par rapport à l'an passé. De surcroît, les BMW sont dans une configuration technique identique de celle utilisée en American Le Mans Series (ALMS), championnat dans lequel la firme bavaroise effectue un début de saison prometteur.
Après avoir participé aux 24 Heures de Dubaï et aux 24 Heures de Spa en 2010, Michael Waltrip, deux fois vainqueur du Daytona 500, roule ce weekend à bord de la Ferrari no 71 d'AF Corse. Il découvre le circuit et partage le volant avec Robert Kauffman, partenaire de Michael Waltrip Racing dans le National Association for Stock Car Auto Racing, Rui Águas complète l'équipage.
Chez Luxury Racing, l'équipage composé de Stéphane Ortelli et Frédéric Makowiecki est renforcé par Jaime Melo lors de cette journée d'essais. L'écurie obtient le quatrième temps à l'issue de la journée. Pendant la course, l'écurie française sera soutenue par deux mécaniciens et deux ingénieurs en provenance de Risi Competizione,.
En ce qui concerne Porsche, la meilleure des 911 GT3 RSR se classe cinquième avec IMSA Performance, mais est néanmoins précédée de deux secondes par la meilleure des Ferrari. La Porsche de Richard Lietz et Marc Lieb est sixième en 4 min 2 s 830. Moins en verve en performance pure l'année précédente, les Porsche avaient pu tirer leur épingle du jeu lors de « courses d'attentes ».
Absent de la journée test à cause d'une date trop rapprochée avec la manche de Long Beach, disputé dans le cadre de l'American Le Mans Series, Corvette Racing a néanmoins pu dépêcher ses pilotes Tommy Milner, Oliver Gavin, Jan Magnussen et Olivier Beretta et bénéficier du travail de l'écurie Larbre Compétition. Pour Oliver Beretta, la proximité avec Larbre Compétition est importante : « Cette collaboration est bénéfique pour les deux équipes. Bien que les BMW soient les références du moment, la bataille sera très serrée. Nous avons manqué de réussite ces derniers temps en ALMS, mais les Corvette ont été développées pour Le Mans et seront donc très à l'aise en course ». Cependant, la Corvette C6.R ZR1 engagée en GTE Am est un châssis datant de l'année précédente, ce qui ne permet qu'une comparaison sommaire avec les voitures plus récentes.
Les Aston Martin V8 Vantage GT2 paraissent quant à elles bien en retrait. Jota Sport réalise un chrono en 4 min 4 s 594. Néanmoins le niveau de son équipage ne semble pas aussi homogène que celui de ses concurrents. L'Aston Martin de Young Driver, qui fait encore partie des suppléants, est encore plus loin dans la hiérarchie, en 4 min 10 s 594.
Chez Robertson Racing, la Ford GT no 69 seulement invitée à prendre part à la journée test, termine les essais loin derrière ses concurrents, à la onzième place de la catégorie et à la quarante-cinquième place du classement général en 4 min 6 s 748,.
Les deux Lotus Evora GTE engagées sous la bannière de Lotus Jetalliance ont roulé pour la première fois sur le circuit des 24 Heures, sous les yeux du public. Déjà impliqué en Formule 1 et en IndyCar, Lotus décide de s'engager en endurance. Le dernier engagement d'une Lotus aux 24 Heures du Mans remonte à 1997. Le moteur de la Lotus Evora GTE est situé à l'arrière mais en position transversale. Jonathan Hirschi, pilote de la no 65, commente le comportement de la voiture : « Le poids du moteur repose davantage sur l'axe arrière, d'où une légère sensation d'inertie, mais cela nous procure en retour davantage de motricité. Pas autant que sur une Porsche, mais plus que sur une Ferrari ». La no 65, pilotée par Jonathan Hirschi, Johnny Mowlem et James Rossiter a effectué son meilleur tour en 4 min 9 s 962 et a couvert cinquante-trois tours contre trente-deux pour l'équipage de la no 64. Si aucune des deux autos n'ont rencontré de problème important durant les séances de roulage, le moteur est encore un ton en dessous en termes de puissance. Sa meilleure vitesse de pointe est de l'ordre de 280 km/h, contre 295 km/h pour la Porsche la plus rapide,. L'ACO compte également ajuster les performances des Lotus pour les 24 Heures du Mans.
En GTE Pro, pas moins de quatre équipes font l'impasse sur la journée test : Flying Lizard Motorsports, Corvette Racing, Prospeed Competition et JMW Motorsport.

#### Catégorie GTE Am
La Corvette C6.R ZR1 de Larbre Compétition pilotée par les pilotes officiels Corvette Racing réalise le meilleur temps en 4 min 4 s 222,. La Porsche 911 GT3 RSR (997) exploitée par la même équipe termine deuxième de la journée test en 4 min 5 s 285 grâce au débutant Christophe Bourret. Cette voiture est en réalité aux couleurs de l'écurie IMSA Performance. Les deux entités ont décidé d'unir leurs efforts pour les 24 Heures du Mans,.
L'écurie JMB Racing a pris possession de la Ferrari F430 GTC d'AF Corse pendant l’hiver, soit le modèle ayant réalisé la pole position aux 12 Heures de Sebring 2010, de manière à avoir un châssis aux spécifications techniques de 2010. Pour cette journée d'essais l'équipage est renforcé par la présence de Tristan Gommendy. Avec un temps de 4 min 5 s 760 la Ferrari obtient la troisième place (première Ferrari) de la catégorie,.
Robertson Racing débutante au Mans a encore besoin de trouver ses marques. La Ford GT no 68 engagée en GTE Am qui a signé un temps en 4 min 12 s 971 se verra octroyer par l'ACO un ajustement réglementaire,.
En GTE Am, seules Krohn Racing et Flying Lizard Motorsports sont absents.

#### Catégorie FLM
Les prototypes de la catégorie Formule Le Mans ne sont pas invités à participer aux 24 Heures du Mans. Néanmoins, leur présence à la journée test est autorisée. Elles permettent à quelques pilotes amateurs de pouvoir s'exprimer en piste. Trois voitures de cette catégories sont présentes lors de cette journée d'essais. Le JMB Racing signe le meilleur temps en 3 min 56 s 722 devant le Genoa Racing et Hope Racing,.

#### Jean-Karl Vernay nommé pilote de réserve chez Peugeot
Christian Klien étant parti chez Aston Martin Racing, Peugeot Sport a dû nommer un nouveau pilote de réserve en la personne de Jean-Karl Vernay (le 21 avril). Ce dernier qui a pris le volant de la Peugeot no 7 pour onze tours, de quoi effectuer les dix tours minimum obligatoires, et de pallier l'absence d'un pilote titulaire, et prendre le départ des 24 Heures du Mans. Champion d'Indy Lights en 2010 le Français s'exprime sur son arrivée dans la structure : « Ça en a surpris plus d'un, mais l'endurance est une discipline magnifique. Je n'ai pas pu trouver les quatre millions de dollars qu'on me réclamait pour poursuivre aux États-Unis, il a donc fallu trouver une autre solution; J'ai roulé en février avec Oreca mais ça ne s'est pas fait. J'ai donc contacté Peugeot quand j'ai vu que Klien était parti chez Aston Martin. J'ai roulé en début de semaine à Motorland Aragon, ils m'ont confirmé jeudi, et vendredi, je suis arrivé ici. J'ai été bien accueilli et ma seule envie et d'apprendre le plus vite possible. Je vais voir comment ça se passe et essayer d'avoir une place de titulaire l'année prochaine ». Que ce soit à Motorland Aragon ou au Mans, il ajoute qu'au volant de la Peugeot, son approche est prudente : « J'ai roulé tranquillement. La piste s'apprend relativement vite et leplus dépaysant, ce sont les dépassements des GT. J'aurais bien roulé quelques heures de plus ». Un propos confirmé par le team manager de Peugeot Sport, Pascal Dimitri : « Il a été raisonnable dans son approche. Il a constamment progressé, a suivi consciencieusement nos instructions et n’a jamais cherché à dépasser les limites fixées. Jean-Karl a réalisé un beau dernier relais au lever du soleil. Cela nous a convaincu de le prendre dans l’effectif. À ce titre, il sera dimanche au Mans. Il n’a, en effet, jamais roulé sur ce circuit et doit réaliser ses dix tours réglementaires pour être admis d’office à participer aux 24 Heures du Mans »,,,,,.

#### Cérémonies et festivités organisées à l'occasion de la journée test

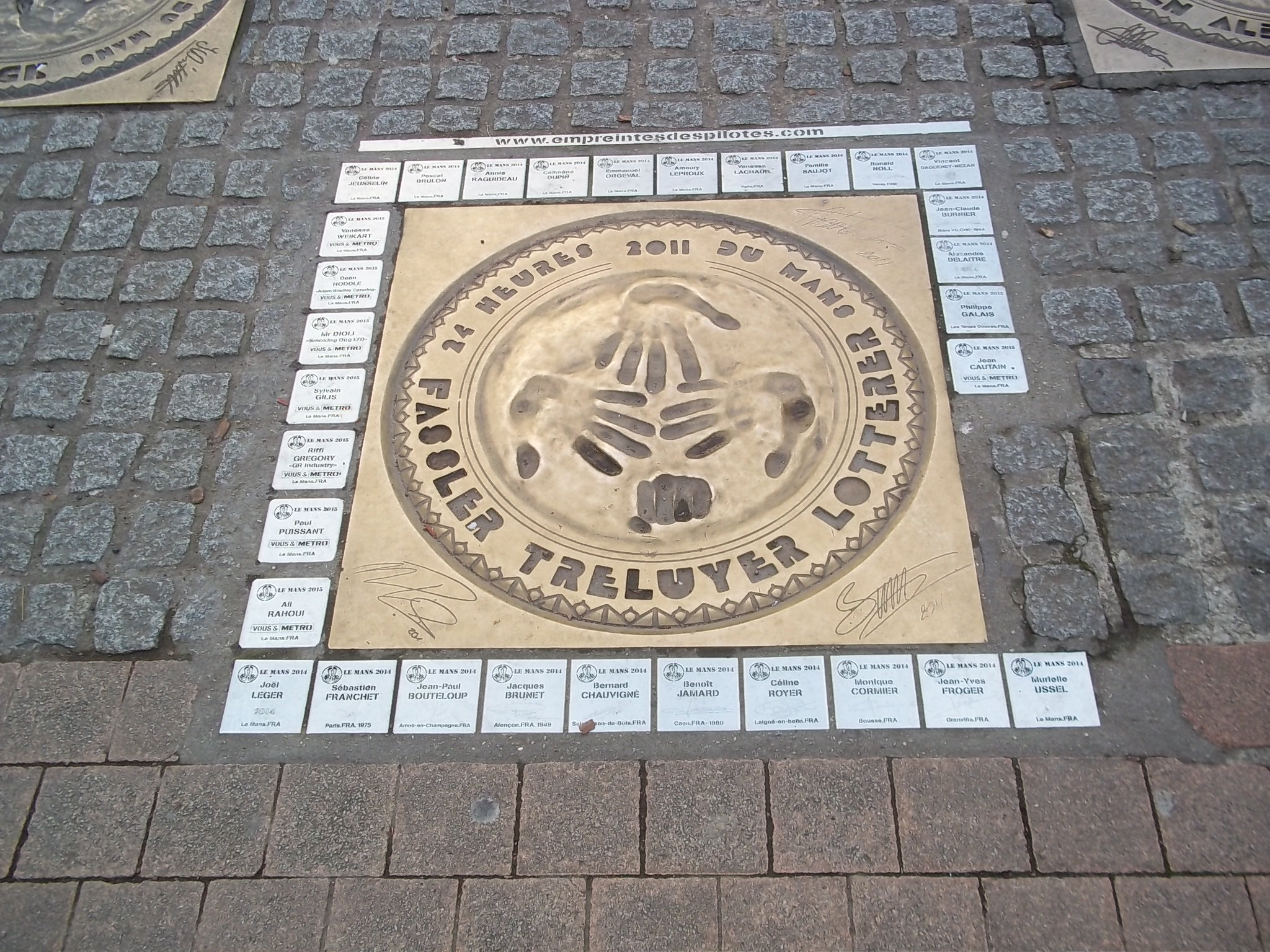
Les empreintes des vainqueurs de l'édition 2011 sur le "Walk of fame" du Mans.

Plusieurs cérémonies en l'honneur des pilotes et patrons d'écuries sont organisées. À l'occasion du vingtième anniversaire de la création des empreintes des vainqueurs, l'association des commerçants et la ville du Mans ont effectué une cérémonie similaire au niveau de la ligne d'arrivée sur la ligne droite des stands, avec Wolfgang Ullrich, Jean-Claude Plassart, le président de l'ACO, Olivier Quesnel, ainsi que deux des trois vainqueurs des 24 Heures du Mans 2009 : Marc Gené et Alexander Wurz, décorés d'une médaille à cette occasion. Le même jour, Reinhold Joest (douze victoires aux 24 Heures du Mans avec Audi et Porsche en tant que patron de Joest Racing) fête ses soixante-quatorze ans sur le circuit. En outre, il célèbre sa trente-troisième année de présence sur le circuit. La météo ensoleillée, permet également à l'ACO de prendre la traditionnelle photographie des voitures disposées sur la ligne droite des stands. Au cours de la journée, Romain Dumas se voit remettre le trophée du premier vainqueur des 24 Heures du Mans (en 2010) en tant qu’adhérent de l'ASA ACO-Maine Bretagne. Daniel Poissenot, président de l'association lui remet une coupe.
Le 23 avril, en fin d'après-midi une course de karting est organisée par l'ACO, sur le circuit Alain Prost, où pilotes et journalistes s'affrontent. Après une heure de course, Franck Mailleux et François Hurel, rédacteur en chef du magazine Le Mans Racing s'imposent, devant Christian Klien et Laurent Dupin (TF1). Christophe Tinseau et Dominique Breugnot se classent quatrièmes. Les pensionnaires d'Aston Martin Racing et de Pescarolo Team sont présents, tout comme Matthieu Lahaye, Christophe Bouchut, Andy Priaulx et plusieurs pilotes de Rebellion Racing. En revanche les équipages d'Audi et Peugeot restent en retrait de l’événement.
24 987 spectateurs sont recensés pendant la journée,,. L’achat d'un billet pour assister à la journée test est possible uniquement sur les points de vente du circuit. Son prix est fixé à dix euros ; en revanche, pour les personnes nées après le 24 avril 1995, l'entrée est gratuite,. Les personnes possédant déjà un billet « enceinte générale » pour la course des 24 Heures du Mans 2011, peuvent assister à la journée test gratuitement,,,.

## Qualifications
- Le leader de chaque catégorie est inscrit en gras.

| Pos | Écurie                         | Cat.      | Temps          |
| --- | ------------------------------ | --------- | -------------- |
| 1   | no 2 Audi Sport Team Joest     | LMP1      | 3 min 25 s 738 |
| 2   | no 1 Audi Sport Team Joest     | LMP1      | 3 min 25 s 799 |
| 3   | no 9 Team Peugeot Total        | LMP1      | 3 min 26 s 010 |
| 4   | no 8 Peugeot Sport Total       | LMP1      | 3 min 26 s 156 |
| 5   | no 3 Audi Sport North America  | LMP1      | 3 min 26 s 165 |
| 6   | no 7 Peugeot Sport Total       | LMP1      | 3 min 26 s 272 |
| 7   | no 10 Team Oreca Matmut        | LMP1      | 3 min 30 s 084 |
| 8   | no 12 Rebellion Racing         | LMP1      | 3 min 32 s 883 |
| 9   | no 16 Pescarolo Team           | LMP1      | 3 min 33 s 066 |
| 10  | no 13 Rebellion Racing         | LMP1      | 3 min 34 s 573 |
| 11  | no 15 OAK Racing               | LMP1      | 3 min 34 s 933 |
| 12  | no 22 Kronos Racing            | LMP1      | 3 min 36 s 551 |
| 13  | no 20 Quifel ASM Team          | LMP1      | 3 min 37 s 393 |
| 14  | no 26 Signatech-Nissan         | LMP2      | 3 min 41 s 458 |
| 15  | no 24 OAK Racing               | LMP1      | 3 min 41 s 908 |
| 16  | no 42 Strakka Racing           | LMP2      | 3 min 42 s 615 |
| 17  | no 48 Team Oreca Matmut        | LMP2      | 3 min 43 s 098 |
| 18  | no 39 Pecom Racing             | LMP2      | 3 min 43 s 223 |
| 19  | no 49 OAK Racing               | LMP2      | 3 min 43 s 479 |
| 20  | no 41 Greaves Motorsport       | LMP2      | 3 min 43 s 802 |
| 21  | no 40 Race Performance         | LMP2      | 3 min 44 s 294 |
| 22  | no 007 Aston Martin Racing     | LMP1      | 3 min 45 s 918 |
| 23  | no 36 Ray Mallock Ltd.         | LMP2      | 3 min 47 s 308 |
| 24  | no 5 Hope Polevision           | LMP1      | 3 min 47 s 691 |
| 25  | no 009 Aston Martin Racing     | LMP1      | 3 min 48 s 355 |
| 26  | no 44 Extrême Limite AM Paris  | LMP2      | 3 min 48 s 420 |
| 27  | no 35 OAK Racing               | LMP2      | 3 min 48 s 665 |
| 28  | no 33 Level 5 Motorsport       | LMP2      | 3 min 48 s 863 |
| 29  | no 55 BMW Motorsport           | LMGTE Pro | 3 min 57 s 592 |
| 30  | no 51 AF Corse                 | LMGTE Pro | 3 min 58 s 040 |
| 31  | no 56 BMW Motorsport           | LMGTE Pro | 3 min 58 s 426 |
| 32  | no 74 Corvette Racing          | LMGTE Pro | 3 min 59 s 519 |
| 33  | no 89 Hankook Team Farnbacher  | LMGTE Pro | 3 min 59 s 519 |
| 34  | no 73 Corvette Racing          | LMGTE Pro | 3 min 59 s 633 |
| 35  | no 77 Team Felbermayr-Proton   | LMGTE Pro | 3 min 59 s 662 |
| 36  | no 59 Luxury Racing            | LMGTE Pro | 3 min 59 s 901 |
| 37  | no 75 Prospeed Compétition     | LMGTE Pro | 3 min 59 s 962 |
| 38  | no 79 Jota                     | LMGTE Pro | 4 min 00 s 747 |
| 39  | no 66 JMW Motorsport           | LMGTE Pro | 4 min 00 s 890 |
| 40  | no 80 Flying Lizard Motorsport | LMGTE Pro | 4 min 01 s 024 |
| 41  | no 58 Luxury Racing            | LMGTE Pro | 4 min 01 s 176 |
| 42  | no 61 AF Corse                 | LMGTE Am  | 4 min 01 s 282 |
| 43  | no 88 Team Felbermayr-Proton   | LMGTE Pro | 4 min 01 s 752 |
| 44  | no 71 AF Corse                 | LMGTE Pro | 4 min 02 s 216 |
| 45  | no 76 IMSA Performance Matmut  | LMGTE Pro | 4 min 02 s 548 |
| 46  | no 63 Proton Compétition       | LMGTE Am  | 4 min 03 s 532 |
| 47  | no 81 Flying Lizard Motorsport | LMGTE Am  | 4 min 03 s 648 |
| 48  | no 70 Larbre Compétition       | LMGTE Am  | 4 min 03 s 918 |
| 49  | no 83 JMB Racing               | LMGTE Am  | 4 min 04 s 640 |
| 50  | no 60 Gulf AMR Middle East     | LMGTE Am  | 4 min 04 s 825 |
| 51  | no 57 Krohn Racing             | LMGTE Am  | 4 min 05 s 211 |
| 52  | no 50 Larbre Competition       | LMGTE Am  | 4 min 05 s 955 |
| 53  | no 62 CRS Racing               | LMGTE Am  | 4 min 07 s 236 |
| 54  | no 65 Lotus Jet Alliance       | LMGTE Pro | 4 min 07 s 465 |
| 55  | no 68 Roberston Racing         | LMGTE Am  | 4 min 08 s 208 |
| 56  | no 64 Lotus Jet Alliance       | LMGTE Pro | 4 min 12 s 569 |

## Nombre de pilotes qualifiés pour la course
Ils ne sont pas moins de 168 pilotes à prendre le départ de cette soixante-dix-neuvième édition des 24 Heures du Mans, ce qui constitue un nouveau record en termes de participations. Deux femmes sont présentes lors de cette édition 2011, Andrea Robertson et Vanina Ickx dont c'est ici sa dernière participation ; la pilote belge totalise sept épreuves mancelles à son compteur.
| 48 Français     | 27 Britanniques | 17 Allemands | 15 Américains | 8 Suisses   |
| 7 Italiens      | 6 Autrichiens   | 6 Belges     | 5 Néerlandais | 5 Portugais |
| 4 Danois        | 3 Brésiliens    | 3 Espagnols  | 3 Monégasques | 2 Argentins |
| 2 Saoudiens     | 1 Finlandais    | 1 Irlandais  | 1 Japonais    | 1 Mexicain  |
| 1 Néo-Zélandais | 1 Suédois       | 1 Tchèque    |               |             |

## Course

### Déroulement de l'épreuve
Le départ est donné à 15 h 0, l'Audi no 2 pilotée par Benoît Tréluyer et l'Audi no 1 pilotée par Timo Bernhard conservent leur place, l'Audi no 3, partie cinquième sur la grille et pilotée par Allan McNish tente de dépasser la Peugeot no 8 pilotée par Franck Montagny au virage de Mulsanne sans y parvenir. À 15 h 4, les deux Audi de tête se tiennent en 1 seconde 006. Montagny (Peugeot no 8/LMP1) devance McNish (Audi no 3/LMP1), Sébastien Bourdais (Peugeot no 9/LMP1), Alexander Wurz (Peugeot no 7/LMP1). Jeroen Bleekemolen sur la Lola B10/60 no 12 précède, Christophe Lapierre (Peugeot no 10/LMP1), Christophe Tinseau (Pescarolo no 16/LMP1), Andrea Belicchi (Lola no 13/LMP1), Pierre Ragues (Oak Pescarolo no 15/LMP1), Olivier Pla (Zytek no 20/LMP1) et Vanina Ickx sur la Lola B09/60-Aston Martin de Kronos Racing. Lapierre passe Bleekemolen à la chicane Dunlop. 15 h 7 : à bord de l'Audi no 2, Benoît Tréluyer creuse légèrement l'écart avec le deuxième. Derrière le groupe de six voitures composés des Audi et des Peugeot officielles se trouve Nicolas Lapierre, qui est maintenant en septième position devant Tinseau (Pescarolo no 16/LMP1), les deux Lola de Bleekemolen (no 12) et Belicchi (no 13), Ragues (Oak Pescarolo no 15/LMP1) et Pla (Zytek no 20/LMP1) qui sont respectivement onzième et douzième.
Après quelques minutes de course, l'Audi no 2 commence à creuser l'écart avec le reste du groupe. Après une vingtaine de minutes là aussi, les Aston Martin AMR-One, très faibles depuis le début abandonnent après seulement deux tours pour la no 009 et quatre tours pour la no 007. Un cauchemar pour la marque anglaise.
Montagny 3e sur la Peugeot no 8 tente de conserver sa place face à l'Audi no 3. À 15 h 22, McNish passe enfin la Peugeot no 8 de Montagny. Trois Audi en tête.
Après les premiers ravitaillements, les Audi reprennent la tête et dans l'ordre, 1, 2 et 3. 17 secondes derrière pointent les trois Peugeot.
50 minutes de course et coup de chaos pour l'Audi no 3 d'Allan McNish ! L'Audi no 3 qui double l'Audi no 1 en tête tente de dépasser de l’intérieur la Ferrari no 58 qui était à la lutte avec deux Porsche lors de la descente de la chicane Dunlop, voit les deux voitures s'accrocher et partir dans le bac à sable. L'Audi no 3 est totalement détruite, McNish s'en sort sans blessure et la Ferrari no 58 de Beltoise arrive à reprendre la route.
Peu avant la fin de la première heure de course (le samedi 11 juin à 15 h 51), l'Audi R18 no 3 pilotée alors par Allan McNish accroche durant son rabattement la Ferrari no 58 d'Anthony Beltoise, dans une tentative de dépassement par l'intérieur du retardataire et de l'Audi no 1 de Timo Bernhard au virage de la Chapelle. Le prototype part dans les graviers à haute vitesse, percute le mur de pneus par l'arrière mais retombe du côté des graviers, au lieu de retomber derrière le mur sur les commissaires. Allan McNish sort tout seul du prototype détruit, indemne grâce à la résistance de la cellule de sécurité. La voiture de sécurité entre en piste et le reste jusqu'à 17 h 3. Anthony Beltoise déclarera, dans une interview à la suite de l'accrochage, qu'il n'a pas senti arriver Allan McNish. À travers notamment la caméra embarquée de l'Audi no 1, on constate que McNish lui-même ne pouvait voir la Ferrari, cachée par l'Audi no 1, car il effectuait son dépassement de l'intérieur du virage. Il avait dit auparavant en conférence de presse que « la course [était] une maîtresse piégeuse »[réf. nécessaire].
Après 1 heure de course, top 10 : Audi no 1, Audi no 2, Peugeot no 8, Peugeot no 7, Peugeot no 9, Peugeot no 10, Rébellion no 12, Zytek no 20, Oreca no 43, Rébellion no 13.
La meilleure des trois Peugeot, ravitaille de nouveau, mais l’arrêt s'éternise. La répartition des freins est restée bloquée et la voiture repartira 8e.
Après 1h13 de neutralisation à la suite du crash de l'Audi no 3, la course redémarre à 17 h 2. L'Audi no 2 reprend la tête de la course aux dépens de l'Audi no 1. Derrière les quatre Peugeot se suivent.
Les deux Audi ravitaillent, laissant la Peugeot no 7 prendre la tête. Après le ravitaillement des Peugeot, l'Audi no 1 retrouve la tête, l'Audi no 2 et la Peugeot no 7 la précède.
À 17 h 24, l'Audi no 2 passe l'Audi no 1 sur les Hunaudières. La Peugeot no 7 double ensuite l'Audi no 1.

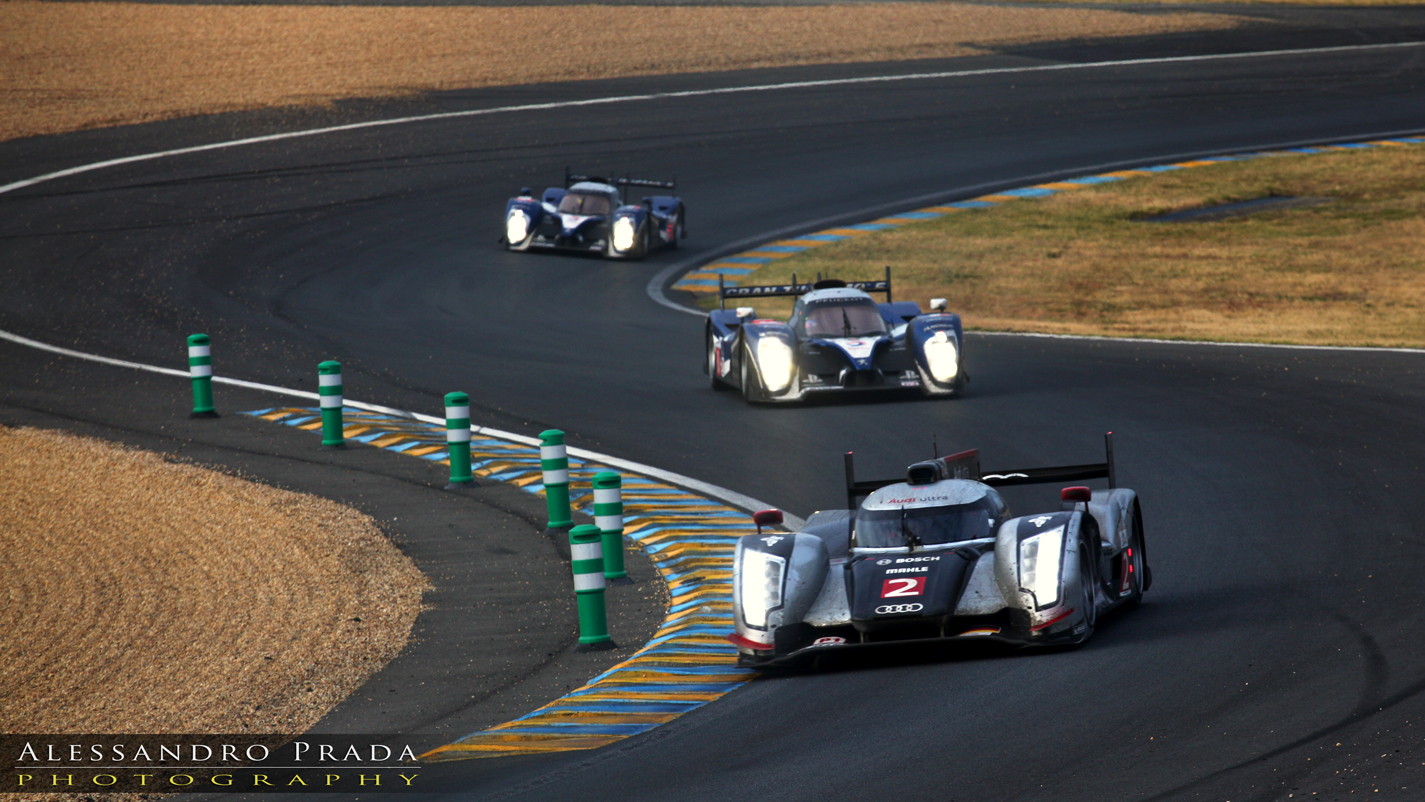
Le duel Audi/Peugeot a tenu toutes ses promesses.

Après 2h34 de course, l'Audi no 1 anticipe un arrêt au stand pour changer son capot avant abîmé. Elle repartira en 6e position.
Bientôt 3h30 de course et l'Audi no 2 maintient une avance de 38 secondes sur la Peugeot no 7. La Zytek no 20 qui occupait la 10e place abandonne, moteur cassé.
La Peugeot no 8 effectue un tout droit à Arnage à 18 h 55 mais il parvint à conserver sa deuxième place.
Depuis maintenant une demi-heure, la place de leader se succède entre la Peugeot no 7 et l'Audi no 2. Et ce changement de leader va durer jusqu'en début de soirée entre l'Audi no 2 et les trois Peugeot.
À 21 h 0, le classement: Audi no 2, Peugeot no 7, Peugeot no 9, Peugeot no 8, Audi no 1, Peugeot no 10, Rébellion no 12 et no 13, Pescarolo no 16.
21 h 50, après son arrêt au stand, l'Audi no 2 va conserver son écart à 21 secondes.
7h30 de course plus tard, la Peugeot no 7 file en tout droit à Arnage. La voiture perd une trentaine de secondes et permet à l'Audi no 1 de prendre la seconde place.
22 h 40, l'Audi no 1 est accroché par une Ferrari à la courbe de Mulsanne, le pilote Audi tape le rail de sécurité à plus de 300 km/h. Heureusement sans gravité. Les deux voitures sont contraintes d'abandonner. Audi a perdu deux voitures sur deux accrochages avec des Ferrari 458 Italia.

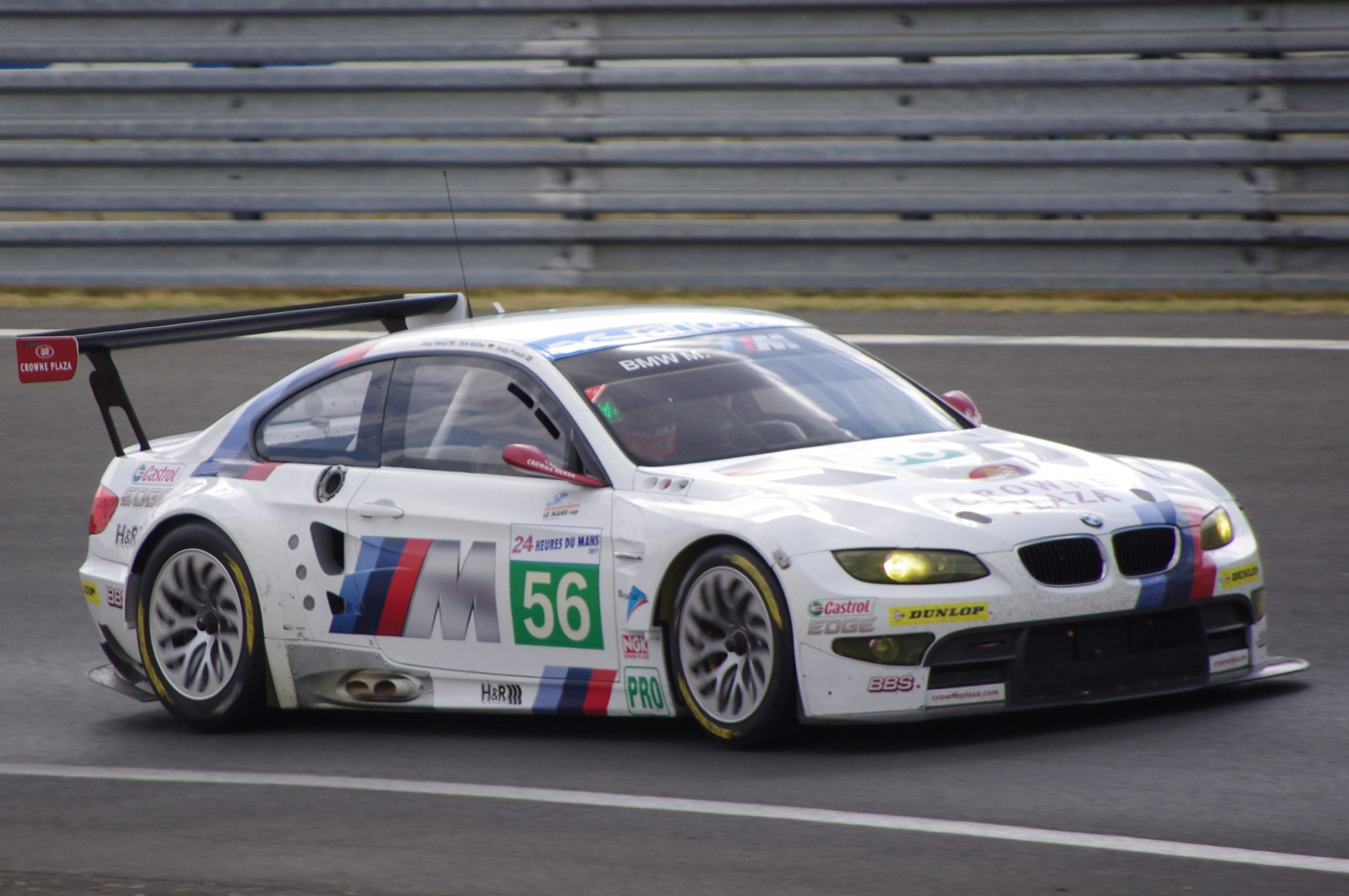
L'une des deux BMW M3 GT2 (E92) de l'équipe officielle BMW Motorsport.

Après la tombée de la nuit (le samedi vers 22 h 48), au volant de l'Audi no 1, Mike Rockenfeller tente un dépassement dans la courbe entre le virage de Mulsanne et celui d'Indianapolis pour prendre un tour à une autre Ferrari retardataire. L'Audi part en tête-à-queue par l'arrière-droit lors du dépassement, néanmoins sans accrocher la Ferrari, et va taper le rail de gauche à plus de 300 km/h, déchiquetant le prototype. Mike Rockenfeller parvient à s'extirper de l'habitacle déformé par le choc sans aide des commissaires, sonné, avec quelques égratignures et coupures, avant que son Audi ne prenne feu. La voiture de sécurité reste en piste pour la neutralisation de l'épreuve jusqu'à 1 h 5 du matin du dimanche.
La course reprend à 1 h 2, l'Audi no 2 compte 2 minutes et 18 secondes d'avance sur la Peugeot no 8, la Peugeot no 9 et la Peugeot no 7 complètent les quatre premières places.
1 h 12, la Peugeot no 9 prend la seconde place à la suite de l’arrêt de la Peugeot no 8. Plus tard, la Peugeot no 9 de Bourdais continue de rattraper son retard sur l'Audi no 2.
À 2 h 0 du matin, 1 min 57 s sépare l'Audi no 2 de la Peugeot no 9.
Du côté des teams privées, alors que la Peugeot 908 HDi FAP no 10 menait sa catégorie, la voiture file en tout droit à la chicane Playstation. Au total, l'équipe Oreca perdra plus d'une demi-heure avant de repartir. La Pescarolo no 16 prend donc la 5e place, derrière les intouchables usines/diesel.
L'Audi no 2 ravitaille à 3 h 30, la Peugeot 908 no 9 profite pour prendre la tête avec 10 secondes d'avance. Mais un quart d'heure plus tard rebelote, l'Audi no 2 reprend l'avantage à la suite de l'arrêt de la no 9.
Cette succession de leader durera au moins 2 heures. Et à 5 h 0 du matin, ce sont deux Peugeot que l'on retrouve en tête !
La Lola no 13 du Rébellion Racing qui disputait la 6e place est obligée d'abandonner. Cette neutralisation provoque le regroupement entre la Peugeot no 9, Peugeot no 8, Audi no 2 à seulement 4 secondes d'écart.
L'Audi no 2 prend le trône jusqu'à 8 h 16, où la Peugeot no 9, Audi no 2, Peugeot no 8, Peugeot no 7 se retrouvent roue dans roue. L'Audi no 2 prend un tour sur la Peugeot no 8 et repasse en tête devant la Peugeot no 9 à la chicane Playstation.
Succession de leaders de 8 h 39 à 8 h 52 entre l'Audi no 2, Peugeot no 9, et Peugeot no 7. La Peugeot no 8 doit observer une minute de pénalité car un des mécanos n'avait pas mis ses lunettes de protection lors d'un ravitaillement.
Et le jeu du chat et la souris reprend entre la Peugeot no 9, la Peugeot no 7 et l'Audi no 2 entre 9 h 18 et 9 h 25.
La Peugeot no 7 de Wurz part à la faute à Indianapolis et casse sa suspension. La voiture repartira 4e.
À 11 h 0, les premières gouttes de pluie apparaissent.
Avec l'arrivée de la pluie, la Peugeot no 9 est nettement moins performante et l'Audi no 2 profite pour creuser l'écart à 1 minute 16 secondes.
L'Audi no 2 arrive à ravitailler sans que la Peugeot no 9 prenne les rênes, Peugeot est en train de perdre la course.
Du côté des LMP1 privées, la Pescarolo et la Peugeot 908 HDI FAP no 10 sont toujours au combat, mais la Pescarolo no 16 s'est fait surprendre par une averse au virage Porsche, c'est l'abandon pour l'équipe sarthoise. La Peugeot no 10 va prendre la 5e place.
13 h 8, la Peugeot no 7 qui pourtant n'est pas dans le même tour que l'Audi no 2, empêche la voiture allemande de passer, ce qui ne plaît pas au public.
14 h 23, les leaders ravitaillent. Seules 7 secondes séparent l'Audi no 2 et la Peugeot no 9 mais donnera de faux espoirs à Peugeot puisque cet arrêt n'était dû qu'à une crevaison de l'Audi no 2, l'Allemande reprendra 17 secondes d'avance sur la Peugeot no 9.
15 h 0, Audi franchit la ligne d'arrivée après une course folle, la Peugeot no 9 échoue à 13 s 854, la Peugeot no 8 complète le podium. La victoire d'Audi permet à Leena Gade d'être la première femme ingénieure de course à remporter les 24 Heures du Mans.
Classement final LMP1

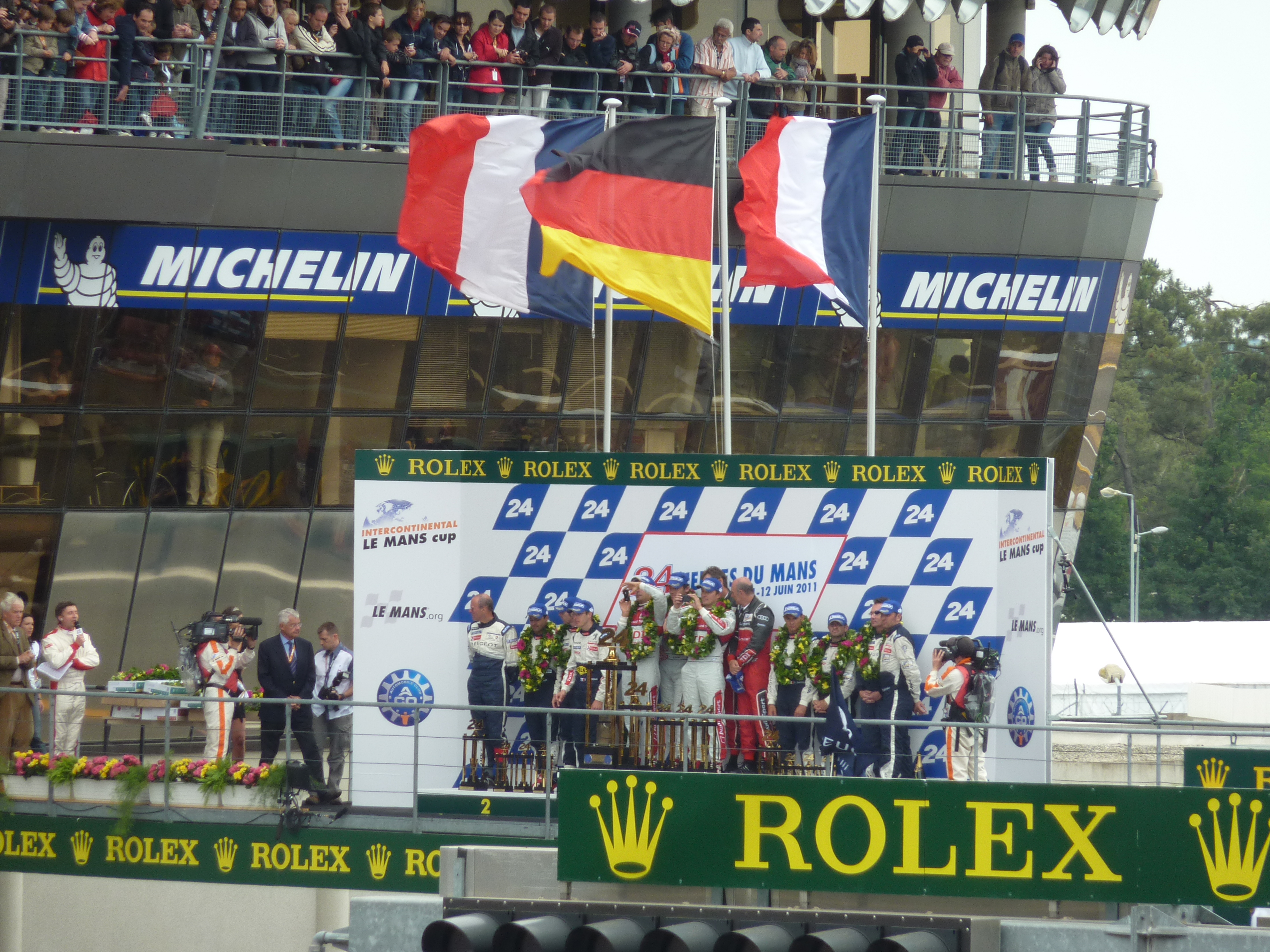
Le podium des 24 Heures du Mans 2011.

Audi no 2 (355 tours), Peugeot no 9 (355 tours), Peugeot no 8 (353 tours), Peugeot no 7 (351 tours), Peugeot (Oreca) no 10 (339 tours), Lola-Toyota no 12 (338 tours), Lola no 22 (328 tours).
Podium LMP2
Zytek no 41 (326 tours), Oreca no 26 (320 tours), Lola no 33 (319 tours).
Podium GTEPro
Corvette no 73 (314 tours), Ferrari no 51 (314 tours), BMW no 56 (313 tours).
Podium GTEAm
Corvette no 50 (302 tours), Porsche no 70 (301 tours), Ford no 68 (285 tours).

### Classements intermédiaires
| Pos. | Après la 1re heure | Après la 1re heure                                                        | Après 6 heures | Après 6 heures                                                            | Après 12 heures | Après 12 heures                                                         | Après 18 heures | Après 18 heures                                                         |
| Pos. | n°                 | Voiture / Pilotes                                                         | n°             | Voiture / Pilotes                                                         | n°              | Voiture / Pilotes                                                       | n°              | Voiture / Pilotes                                                       |
| ---- | ------------------ | ------------------------------------------------------------------------- | -------------- | ------------------------------------------------------------------------- | --------------- | ----------------------------------------------------------------------- | --------------- | ----------------------------------------------------------------------- |
| 1    | 1                  | Audi Sport Team Joest Audi R18 TDI (LMP1) Bernhard - Dumas - Rockenfeller | 2              | Audi Sport Team Joest Audi R18 TDI (LMP1) Fässler - Lotterer - Tréluyer   | 2               | Audi Sport Team Joest Audi R18 TDI (LMP1) Fässler - Lotterer - Tréluyer | 2               | Audi Sport Team Joest Audi R18 TDI (LMP1) Fässler - Lotterer - Tréluyer |
| 2    | 2                  | Audi Sport Team Joest Audi R18 TDI (LMP1) Fässler - Lotterer - Tréluyer   | 7              | Peugeot Sport Total Peugeot 908 (LMP1) Davidson - Wurz - Gené             | 9               | Team Peugeot Total Peugeot 908 (LMP1) Bourdais - Pagenaud - Lamy        | 9               | Team Peugeot Total Peugeot 908 (LMP1) Bourdais - Pagenaud - Lamy        |
| 3    | 8                  | Peugeot Sport Total Peugeot 908 (LMP1) Sarrazin - Montagny - Minassian    | 9              | Team Peugeot Total Peugeot 908 (LMP1) Bourdais - Pagenaud - Lamy          | 7               | Peugeot Sport Total Peugeot 908 (LMP1) Davidson - Wurz - Gené           | 7               | Peugeot Sport Total Peugeot 908 (LMP1) Davidson - Wurz - Gené           |
| 4    | 7                  | Peugeot Sport Total Peugeot 908 (LMP1) Davidson - Wurz - Gené             | 8              | Peugeot Sport Total Peugeot 908 (LMP1) Sarrazin - Montagny - Minassian    | 8               | Peugeot Sport Total Peugeot 908 (LMP1) Sarrazin - Montagny - Minassian  | 8               | Peugeot Sport Total Peugeot 908 (LMP1) Sarrazin - Montagny - Minassian  |
| 5    | 9                  | Team Peugeot Total Peugeot 908 (LMP1) Bourdais - Pagenaud - Lamy          | 1              | Audi Sport Team Joest Audi R18 TDI (LMP1) Bernhard - Dumas - Rockenfeller | 16              | Pescarolo Team Pescarolo 01 (LMP1) Collard - Tinseau - Jousse           | 16              | Pescarolo Team Pescarolo 01 (LMP1) Collard - Tinseau - Jousse           |

### Classement final de la course
| Pos.  | Catégorie | no  | Écurie                    | Pilotes                                                    | Châssis                     | Moteur                               | Pneus | Tours/Abandon |
| ----- | --------- | --- | ------------------------- | ---------------------------------------------------------- | --------------------------- | ------------------------------------ | ----- | ------------- |
| 1     | LMP1      | 2   | Audi Sport Team Joest     | Marcel Fässler André Lotterer Benoît Tréluyer              | Audi R18 TDI                | Audi TDI 3.7 L Turbo V6 (Diesel)     | M     | 355           |
| 2     | LMP1      | 9   | Team Peugeot Total        | Sébastien Bourdais Simon Pagenaud Pedro Lamy               | Peugeot 908                 | Peugeot HDi 3.7 L Turbo V8 (Diesel)  | M     | 355           |
| 3     | LMP1      | 8   | Peugeot Sport Total       | Stéphane Sarrazin Franck Montagny Nicolas Minassian        | Peugeot 908                 | Peugeot HDi 3.7 L Turbo V8 (Diesel)  | M     | 353           |
| 4     | LMP1      | 7   | Peugeot Sport Total       | Anthony Davidson Alexander Wurz Marc Gené                  | Peugeot 908                 | Peugeot HDi 3.7 L Turbo V8 (Diesel)  | M     | 351           |
| 5     | LMP1      | 10  | Team Oreca Matmut         | Nicolas Lapierre Loïc Duval Olivier Panis                  | Peugeot 908 HDi FAP         | Peugeot HDi 5.5 L Turbo V12 (Diesel) | M     | 339           |
| 6     | LMP1      | 12  | Rebellion Racing          | Nicolas Prost Neel Jani Jeroen Bleekemolen                 | Lola B10/60                 | Toyota RV8KLM 3.4 L V8               | M     | 338           |
| 7     | LMP1      | 22  | Kronos Racing             | Vanina Ickx Bas Leinders Maxime Martin                     | Lola B09/60-Aston Martin    | Aston Martin 6.0 L V12               | M     | 328           |
| 8     | LMP2      | 41  | Greaves Motorsport        | Karim Ojjeh Olivier Lombard Tom Kimber-Smith               | Zytek Z11SN                 | Nissan VK45DE 4.5 L V8               | D     | 326           |
| 9     | LMP2      | 26  | Signatech Nissan          | Soheil Ayari Franck Mailleux Lucas Ordóñez                 | Oreca 03                    | Nissan VK45DE 4.5 L V8               | D     | 320           |
| 10    | LMP2      | 33  | Level 5 Motorsports       | Scott Tucker Christophe Bouchut João Barbosa               | Lola B11/80                 | HPD HR28TT 2.8 L Turbo V6            | M     | 319           |
| 11    | GTE Pro   | 73  | Corvette Racing           | Olivier Beretta Tom Milner Jr. Antonio García              | Chevrolet Corvette C6.R ZR1 | Corvette 5.5 L V8                    | M     | 314           |
| 12    | LMP2      | 36  | RML                       | Mike Newton Ben Collins Thomas Erdos                       | HPD ARX-01d                 | HPD HR28TT 2.8 L Turbo V6            | D     | 314           |
| 13    | GTE Pro   | 51  | AF Corse                  | Giancarlo Fisichella Gianmaria Bruni Toni Vilander         | Ferrari 458 Italia GT2      | Ferrari 4.5 L V8                     | M     | 314           |
| 14    | LMP2      | 49  | Oak Racing                | Shinji Nakano Nicolas de Crem Jan Charouz                  | Oak Pescarolo 01            | Judd-BMW HK 3.6 L V8                 | D     | 313           |
| 15    | GTE Pro   | 56  | BMW Motorsport            | Andy Priaulx Dirk Müller Joey Hand                         | BMW M3 GT2 (E92)            | BMW 4.0 L V8                         | D     | 313           |
| 16    | GTE Pro   | 77  | Team Felbermayr Proton    | Marc Lieb Wolf Henzler Richard Lietz                       | Porsche 911 GT3 RSR (997)   | Porsche 4.0 L Flat-6                 | M     | 312           |
| 17    | GTE Pro   | 76  | IMSA Performance          | Raymond Narac Patrick Pilet Nicolas Armindo                | Porsche 911 GT3 RSR (997)   | Porsche 4.0 L Flat-6                 | M     | 311           |
| 18    | GTE Pro   | 80  | Flying Lizard Motorsports | Jörg Bergmeister Lucas Luhr Patrick Long                   | Porsche 911 GT3 RSR (997)   | Porsche 4.0 L Flat-6                 | M     | 310           |
| 19    | LMP2      | 40  | Race Performance          | Michel Frey Ralph Meichtry Marc Rostan                     | Oreca 03                    | Judd-BMW HK 3.6 L V8                 | D     | 304           |
| 20    | GTE Am    | 50  | Larbre Compétition        | Patrick Bornhauser Julien Canal Gabriele Gardel            | Chevrolet Corvette C6.R ZR1 | Corvette 5.5 L V8                    | M     | 302           |
| 21    | GTE Am    | 70  | Larbre Compétition        | Christophe Bourret Pascal Gibon Jean-Philippe Belloc       | Porsche 911 GT3 RSR (997)   | Porsche 4.0 L Flat-6                 | M     | 301           |
| 22    | GTE Pro   | 65  | Lotus Jetalliance Racing  | Jonathan Hirschi Johnny Mowlem James Rossiter              | Lotus Evora GTE             | Toyota-Cosworth 4.0 L V6             | M     | 295           |
| 23    | GTE Pro   | 75  | Prospeed Competition      | Marc Goossens Marco Holzer Jaap Van Lagen                  | Porsche 911 GT3 RSR (997)   | Porsche 4.0 L Flat-6                 | M     | 293           |
| 24    | GTE Pro   | 66  | JMW Motorsport            | Rob Bell Tim Sugden Xavier Maassen                         | Ferrari 458 Italia GT2      | Ferrari 4.5 L V8                     | D     | 290           |
| 25    | LMP2      | 35  | Oak Racing                | Fréderic Da Rocha (de) Patrice Lafargue Andrea Barlesi     | Oak Pescarolo 01            | Judd-BMW HK 3.6 L V8                 | D     | 288           |
| 26    | GTE Am    | 68  | Robertson Racing          | David Robertson Andrea Robertson David Murry               | Ford GT                     | Ford 5.0 L V8                        | M     | 285           |
| 27    | GTE Am    | 83  | JMB Racing                | Manuel Rodrigues Jean-Marc Menahem Nicolas Marroc          | Ferrari F430 GTC            | Ferrari 4.0 L V8                     | D     | 272           |
| N. c. | LMP2      | 44  | Extrême Limite AM Paris   | Fabien Rosier Phillipe Haezebrouck Jean-René de Fournoux   | Norma M200P                 | Judd-BMW HK 3.6 L V8                 | D     | 247           |
| Abd.  | LMP1      | 16  | Pescarolo Team            | Emmanuel Collard Christophe Tinseau Julien Jousse          | Pescarolo 01                | Judd GV5 S2 5.0 L V10                | M     | 305           |
| Abd.  | GTE Pro   | 55  | BMW Motorsport            | Augusto Farfus Jörg Müller Dirk Werner                     | BMW M3 GT2 (E92)            | BMW 4.0 L V8                         | D     | 276           |
| Abd.  | GTE Pro   | 74  | Corvette Racing           | Oliver Gavin Richard Westbrook Jan Magnussen               | Chevrolet Corvette C6.R ZR1 | Corvette 5.5 L V8                    | M     | 211           |
| Abd.  | GTE Am    | 81  | Flying Lizard Motorsports | Seth Neiman Darren Law Spencer Pumpelly                    | Porsche 911 GT3 RSR (997)   | Porsche 4.0 L Flat-6                 | M     | 211           |
| Abd.  | LMP2      | 48  | Oreca                     | Alexandre Prémat David Hallyday Dominik Kraihamer          | Oreca 03                    | Nissan VK45DE 4.5 L V8               | M     | 200           |
| Abd.  | GTE Am    | 63  | Team Felbermayr Proton    | Horst Felbermayr, Jr. Horst Felbermayr, Sr. Christian Ried | Porsche 911 GT3 RSR (997)   | Porsche 4.0 L Flat-6                 | M     | 199           |
| Abd.  | LMP1      | 13  | Rebellion Racing          | Andrea Belicchi Jean-Christophe Boullion Guy Smith         | Lola B10/60                 | Toyota RV8KLM 3.4 L V8               | M     | 190           |
| Abd.  | GTE Am    | 61  | AF Corse                  | Piergiuseppe Perazzini Marco Cioci Seán Paul Breslin (de)  | Ferrari F430 GTC            | Ferrari 4.0 L V8                     | M     | 188           |
| Abd.  | GTE Pro   | 59  | Luxury Racing             | Stéphane Ortelli Frédéric Makowiecki Jaime Melo            | Ferrari 458 Italia GT2      | Ferrari 4.5 L V8                     | M     | 183           |
| Abd.  | GTE Pro   | 71  | AF Corse                  | Robert Kauffman Michael Waltrip Rui Águas                  | Ferrari 458 Italia GT2      | Ferrari 4.5 L V8                     | M     | 178           |
| Abd.  | GTE Pro   | 88  | Team Felbermayr Proton    | Nick Tandy Abdulaziz Al Faisal Bryce Miller                | Porsche 911 GT3 RSR (997)   | Porsche 4.0 L Flat-6                 | M     | 169           |
| Abd.  | LMP2      | 42  | Strakka Racing            | Nick Leventis Danny Watts Jonny Kane                       | HPD ARX-01d                 | HPD HR28TT 2.8 L Turbo V6            | M     | 144           |
| Abd.  | GTE Am    | 60  | Gulf Racing Middle East   | Fabien Giroix Roald Goethe Mike Wainwright                 | Aston Martin V8 Vantage GT2 | Aston Martin 4.5 L V8                | D     | 141           |
| Abd.  | LMP2      | 39  | Pecom Racing              | Luís Pérez Companc Matías Russo Pierre Kaffer              | Lola B11/40                 | Judd-BMW HK 3.6 L V8                 | M     | 139           |
| Abd.  | GTE Pro   | 89  | Hankook Team Farnbacher   | Dominik Farnbacher Allan Simonsen Leh Keen                 | Ferrari 458 Italia GT2      | Ferrari 4.5 L V8                     | H     | 137           |
| Abd.  | GTE Pro   | 58  | Luxury Racing             | Anthony Beltoise François Jakubowski (de) Pierre Thiriet   | Ferrari 458 Italia GT2      | Ferrari 4.5 L V8                     | M     | 136           |
| Abd.  | GTE Pro   | 64  | Lotus Jetalliance Racing  | Oskar Slingerland (de) Martin Rich John Hartshorne         | Lotus Evora GTE             | Toyota-Cosworth 4.0 L V6             | M     | 126           |
| Abd.  | GTE Am    | 57  | Krohn Racing              | Tracy Krohn Niclas Jönsson Michele Rugolo                  | Ferrari F430 GTC            | Ferrari 4.0 L V8                     | D     | 123           |
| Abd.  | LMP1      | 24  | Oak Racing                | Richard Hein Jacques Nicolet Jean-François Yvon            | Oak Pescarolo 01            | Judd DB 3.4 L V8                     | D     | 119           |
| Abd.  | LMP1      | 1   | Audi Sport Team Joest     | Timo Bernhard Romain Dumas Mike Rockenfeller               | Audi R18 TDI                | Audi TDI 3.7 L Turbo V6 (Diesel)     | M     | 116           |
| Abd.  | LMP1      | 5   | Hope Racing               | Steve Zacchia Jan Lammers Casper Elgaard                   | Oreca 01                    | Swiss HyTech 2.0 L Hybrid Turbo L4   | M     | 115           |
| Abd.  | GTE Am    | 62  | CRS Racing                | Pierre Ehret Shaun Lynn Roger Willis                       | Ferrari F430 GTC            | Ferrari 4.0 L V8                     | M     | 84            |
| Abd.  | LMP1      | 15  | Oak Racing                | Guillaume Moreau Pierre Ragues Tiago Monteiro              | Oak Pescarolo 01            | Judd DB 3.4 L V8                     | D     | 80            |
| Abd.  | GTE Pro   | 79  | Jota Sport                | Sam Hancock Simon Dolan Chris Buncombe                     | Aston Martin V8 Vantage GT2 | Aston Martin 4.5 L V8                | D     | 74            |
| Abd.  | LMP1      | 20  | Quifel ASM Team           | Miguel Amaral Olivier Pla Warren Hughes                    | Zytek 09SC                  | Zytek ZG348 3.4 L V8                 | D     | 48            |
| Abd.  | LMP1      | 3   | Audi Sport North America  | Tom Kristensen Rinaldo Capello Allan McNish                | Audi R18 TDI                | Audi TDI 3.7 L Turbo V6 (Diesel)     | M     | 14            |
| Abd.  | LMP1      | 007 | Aston Martin Racing       | Stefan Mücke Darren Turner Christian Klien                 | Aston Martin AMR-One        | Aston Martin 2.0 L Turbo L6          | M     | 4             |
| Abd.  | LMP1      | 009 | Aston Martin Racing       | Harold Primat Adrián Fernández Andy Meyrick                | Aston Martin AMR-One        | Aston Martin 2.0 L Turbo L6          | M     | 2             |

### Statistiques et informations diverses
Environ 249 500 spectateurs sont recensés durant le week-end de course, soit 5 % de plus par rapport à 2010.
Longueur du circuit : 13,629 km.

#### Pole position et record du tour
- Pole position :  Benoît Tréluyer (Audi Sport Team Joest) en 3 min 25 s 738 (238,480 km/h)[114].
- Meilleur tour en course :  André Lotterer (Audi Sport Team Joest) en 3 min 25 s 289 (239,002 km/h)[115].

## Statistiques
Le 24 Heures du Mans 2011 représentent :
- Distance séparant le vainqueur du second (au scratch) : 13 s 854, un des plus faibles écarts dans l'histoire de la course.

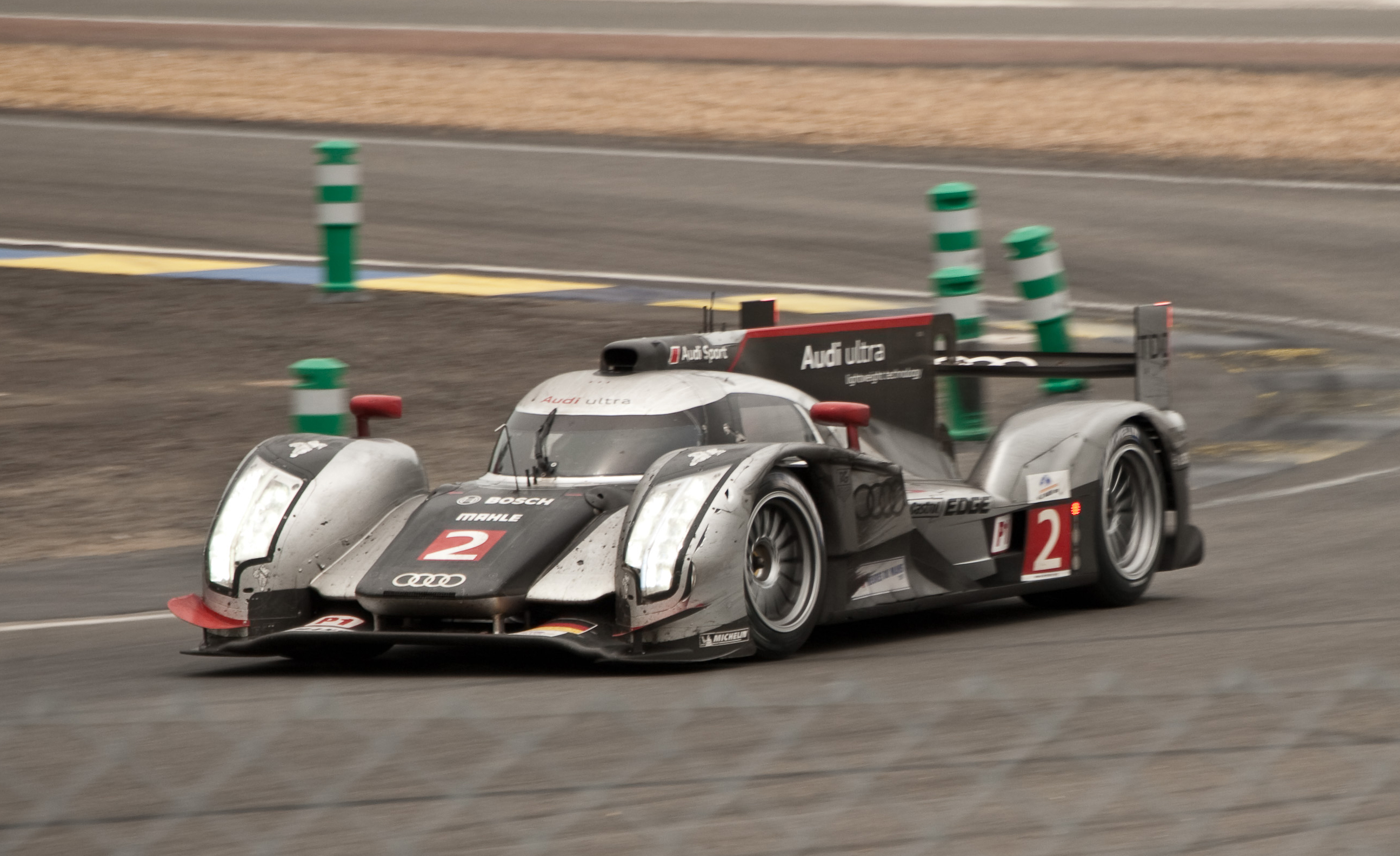
L'Audi R18 du Audi Sport Team Joest gagnante du classement général et de la catégorie LMP1.
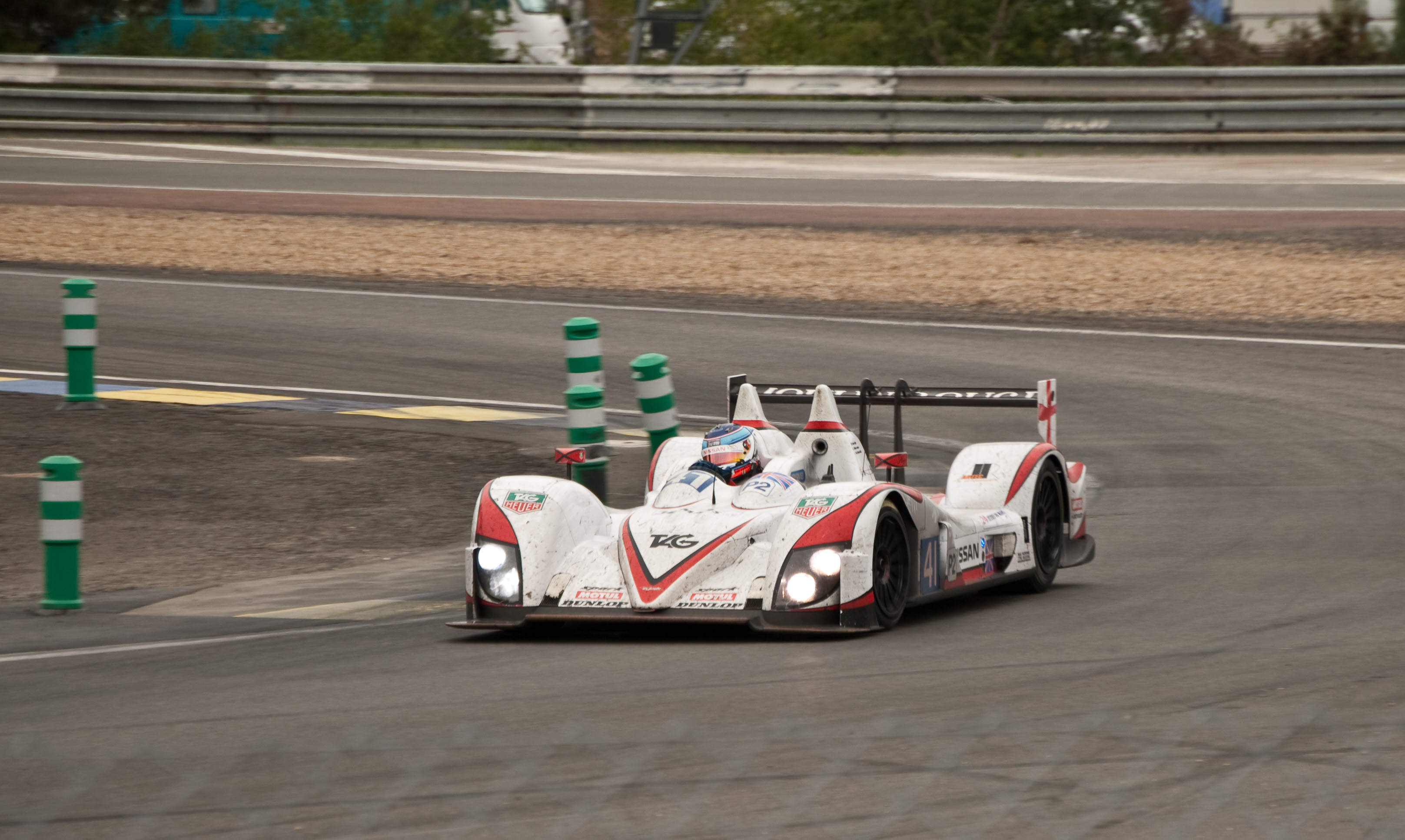
La Zytek 11SN du Greaves Motorsport, huitième et gagnante de la catégorie LMP2.
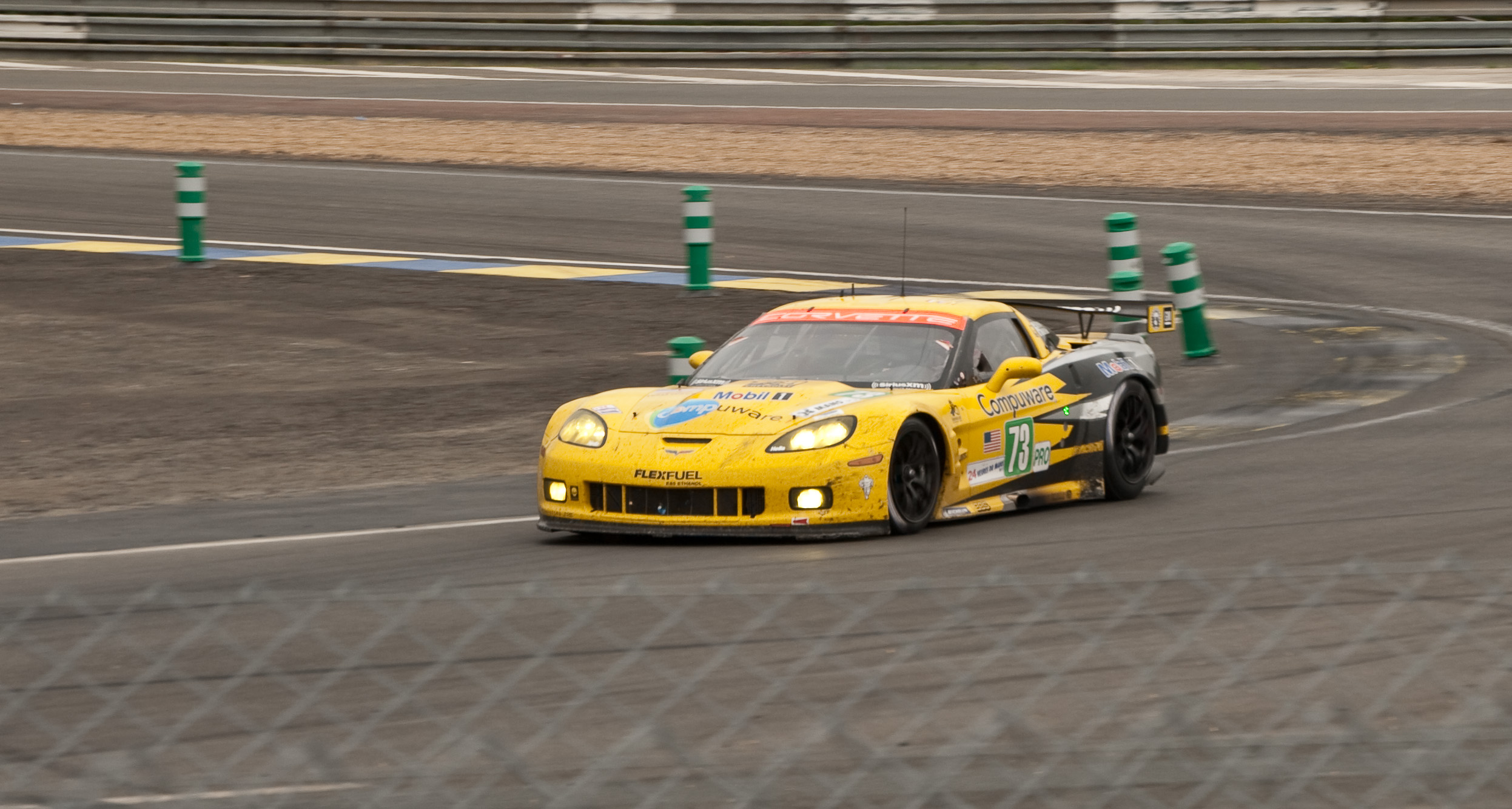
La Chevrolet Corvette C6 ZR1 du team Corvette Racing, onzième et gagnante de la catégorie LMGTE Pro.
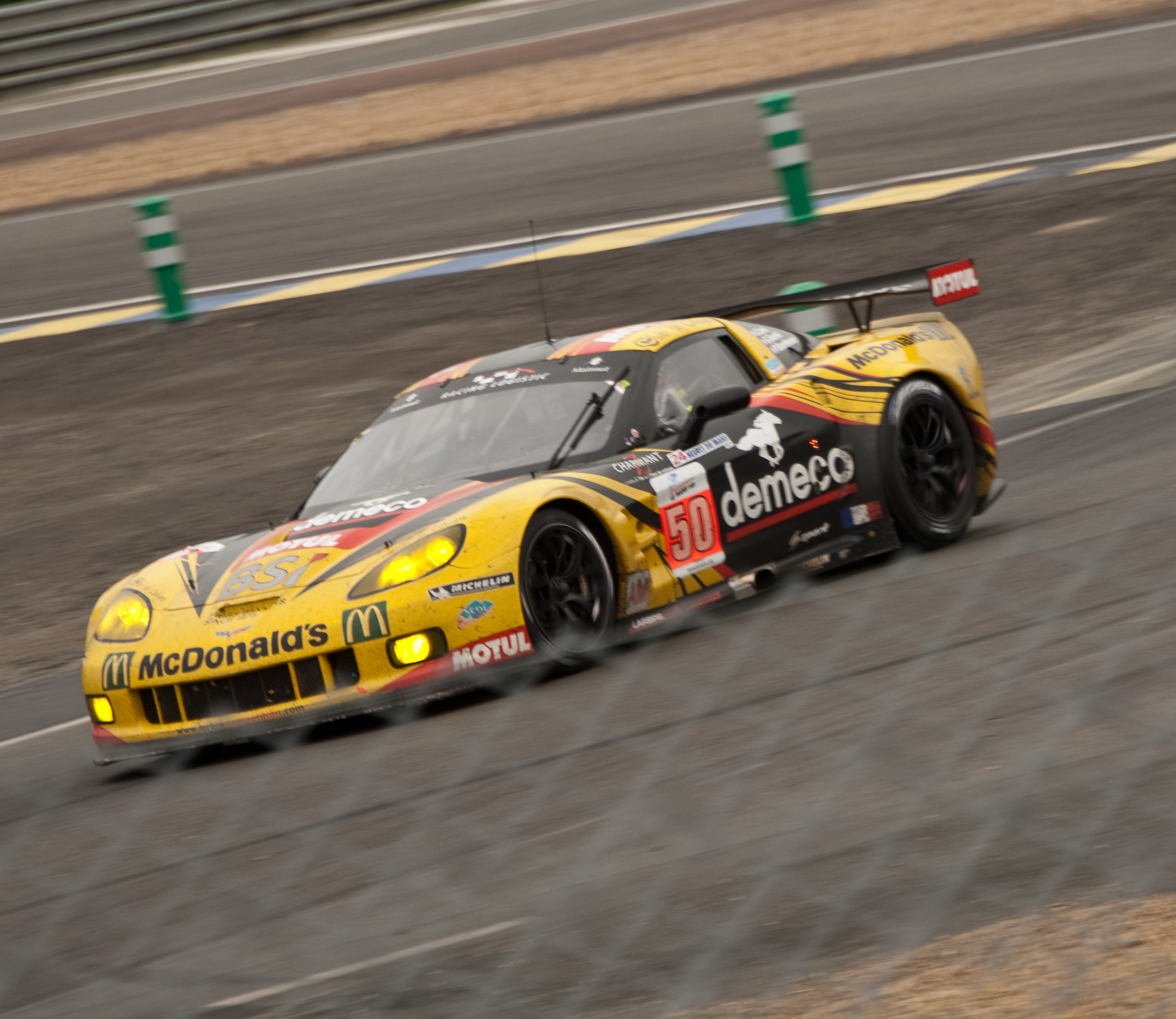
La Chevrolet Corvette C6 ZR1 du team Larbre Compétition, vingtième et gagnante de la catégorie LMGTE Am.